# Lista de asteroides (351001-352000)
Esta é uma lista parcial de asteroides, do asteroide número 351001 até o 352000, inclusive. Veja também o índice com todas as listas disponíveis.

| Objeto Próximos à Terra | Cinturão de asteroides (interno) | Cinturão de asteroides (externo) | Centauro       |
| Cruzador de Marte       | Cinturão de asteroides (meio)    | Troianos de Júpiter              | Transnetuniano |

Veja mais dados de cada asteroide na ligação externa para o Minor Planet Center na última coluna.
Índice: 351001... 351101... 351201... 351301... 351401... 351501... 351601... 351701... 351801... 351901... 

## 351001–351100
| Designação | Designação | Descoberta  | Descoberta        | Descobridor(es)         | Categoria | Mais informações / Referência |
| Permanente | Provisória | Data        | Local             | Descobridor(es)         | Categoria | Mais informações / Referência |
| ---------- | ---------- | ----------- | ----------------- | ----------------------- | --------- | ----------------------------- |
| 351001     | 2003 HM42  | 28 abr 2003 | Socorro           | LINEAR                  | —         | MPC                           |
| 351002     | 2003 HJ44  | 27 abr 2003 | Anderson Mesa     | LONEOS                  | —         | MPC                           |
| 351003     | 2003 JC    | 1 mai 2003  | Kitt Peak         | Spacewatch              | —         | MPC                           |
| 351004     | 2003 JE13  | 3 mai 2003  | Haleakalā         | NEAT                    | —         | MPC                           |
| 351005     | 2003 KH4   | 25 mai 2003 | Kitt Peak         | Spacewatch              | —         | MPC                           |
| 351006     | 2003 KX7   | 23 mai 2003 | Kitt Peak         | Spacewatch              | —         | MPC                           |
| 351007     | 2003 MT1   | 21 jun 2003 | Anderson Mesa     | LONEOS                  | —         | MPC                           |
| 351008     | 2003 OZ27  | 24 jul 2003 | Palomar           | NEAT                    | —         | MPC                           |
| 351009     | 2003 PQ1   | 1 ago 2003  | Haleakala         | NEAT                    | —         | MPC                           |
| 351010     | 2003 QA28  | 20 ago 2003 | Palomar           | NEAT                    | Phocaea   | MPC                           |
| 351011     | 2003 QX34  | 22 ago 2003 | Socorro           | LINEAR                  | —         | MPC                           |
| 351012     | 2003 QF43  | 22 ago 2003 | Palomar           | NEAT                    | —         | MPC                           |
| 351013     | 2003 QK52  | 23 ago 2003 | Socorro           | LINEAR                  | —         | MPC                           |
| 351014     | 2003 QR55  | 23 ago 2003 | Socorro           | LINEAR                  | Meliboea  | MPC                           |
| 351015     | 2003 QS71  | 28 jul 2003 | Palomar           | NEAT                    | —         | MPC                           |
| 351016     | 2003 QM78  | 24 ago 2003 | Socorro           | LINEAR                  | —         | MPC                           |
| 351017     | 2003 RZ4   | 3 set 2003  | Haleakala         | NEAT                    | —         | MPC                           |
| 351018     | 2003 RU18  | 15 set 2003 | Anderson Mesa     | LONEOS                  | —         | MPC                           |
| 351019     | 2003 RK20  | 15 set 2003 | Anderson Mesa     | LONEOS                  | —         | MPC                           |
| 351020     | 2003 SJ9   | 17 set 2003 | Palomar           | NEAT                    | —         | MPC                           |
| 351021     | 2003 SK10  | 17 set 2003 | Kitt Peak         | Spacewatch              | —         | MPC                           |
| 351022     | 2003 SV11  | 2 set 2003  | Socorro           | LINEAR                  | —         | MPC                           |
| 351023     | 2003 SH38  | 16 set 2003 | Palomar           | NEAT                    | —         | MPC                           |
| 351024     | 2003 SF40  | 16 set 2003 | Palomar           | NEAT                    | —         | MPC                           |
| 351025     | 2003 SW41  | 17 set 2003 | Palomar           | NEAT                    | —         | MPC                           |
| 351026     | 2003 SF53  | 19 set 2003 | Palomar           | NEAT                    | —         | MPC                           |
| 351027     | 2003 SS55  | 16 set 2003 | Anderson Mesa     | LONEOS                  | —         | MPC                           |
| 351028     | 2003 SX77  | 19 set 2003 | Kitt Peak         | Spacewatch              | —         | MPC                           |
| 351029     | 2003 SP92  | 18 set 2003 | Kitt Peak         | Spacewatch              | —         | MPC                           |
| 351030     | 2003 SD107 | 20 set 2003 | Palomar           | NEAT                    | —         | MPC                           |
| 351031     | 2003 SG111 | 17 set 2003 | Palomar           | NEAT                    | Eos       | MPC                           |
| 351032     | 2003 SN125 | 19 set 2003 | Socorro           | LINEAR                  | —         | MPC                           |
| 351033     | 2003 SY129 | 20 set 2003 | Kitt Peak         | Spacewatch              | —         | MPC                           |
| 351034     | 2003 SS145 | 20 set 2003 | Palomar           | NEAT                    | —         | MPC                           |
| 351035     | 2003 SP148 | 16 set 2003 | Kitt Peak         | Spacewatch              | —         | MPC                           |
| 351036     | 2003 SM157 | 5 set 2003  | Bergisch Gladbach | W. Bickel               | —         | MPC                           |
| 351037     | 2003 SH165 | 20 set 2003 | Anderson Mesa     | LONEOS                  | —         | MPC                           |
| 351038     | 2003 SY167 | 23 set 2003 | Haleakala         | NEAT                    | —         | MPC                           |
| 351039     | 2003 SB170 | 22 set 2003 | Palomar           | NEAT                    | —         | MPC                           |
| 351040     | 2003 SC170 | 22 set 2003 | Piszkéstető       | K. Sárneczky, B. Sipőcz | —         | MPC                           |
| 351041     | 2003 SU193 | 20 set 2003 | Kitt Peak         | Spacewatch              | —         | MPC                           |
| 351042     | 2003 SX196 | 16 set 2003 | Palomar           | NEAT                    | —         | MPC                           |
| 351043     | 2003 SL207 | 21 set 2003 | Campo Imperatore  | CINEOS                  | —         | MPC                           |
| 351044     | 2003 SM208 | 23 set 2003 | Palomar           | NEAT                    | —         | MPC                           |
| 351045     | 2003 SU226 | 26 set 2003 | Socorro           | LINEAR                  | —         | MPC                           |
| 351046     | 2003 SR227 | 27 set 2003 | Socorro           | LINEAR                  | Juno      | MPC                           |
| 351047     | 2003 ST228 | 26 set 2003 | Socorro           | LINEAR                  | —         | MPC                           |
| 351048     | 2003 SQ240 | 27 set 2003 | Kitt Peak         | Spacewatch              | —         | MPC                           |
| 351049     | 2003 SN244 | 25 set 2003 | Haleakala         | NEAT                    | —         | MPC                           |
| 351050     | 2003 SG248 | 26 set 2003 | Socorro           | LINEAR                  | —         | MPC                           |
| 351051     | 2003 SM248 | 26 set 2003 | Socorro           | LINEAR                  | —         | MPC                           |
| 351052     | 2003 SU254 | 27 set 2003 | Kitt Peak         | Spacewatch              | —         | MPC                           |
| 351053     | 2003 SM255 | 27 set 2003 | Kitt Peak         | Spacewatch              | —         | MPC                           |
| 351054     | 2003 SW259 | 28 set 2003 | Kitt Peak         | Spacewatch              | —         | MPC                           |
| 351055     | 2003 SV273 | 25 ago 2003 | Socorro           | LINEAR                  | —         | MPC                           |
| 351056     | 2003 SP278 | 30 set 2003 | Socorro           | LINEAR                  | —         | MPC                           |
| 351057     | 2003 SA291 | 29 set 2003 | Socorro           | LINEAR                  | —         | MPC                           |
| 351058     | 2003 SH296 | 29 set 2003 | Anderson Mesa     | LONEOS                  | —         | MPC                           |
| 351059     | 2003 SK299 | 29 set 2003 | Anderson Mesa     | LONEOS                  | Eos       | MPC                           |
| 351060     | 2003 SW301 | 17 set 2003 | Palomar           | NEAT                    | —         | MPC                           |
| 351061     | 2003 SS324 | 17 set 2003 | Kitt Peak         | Spacewatch              | —         | MPC                           |
| 351062     | 2003 SO335 | 26 set 2003 | Apache Point      | SDSS                    | —         | MPC                           |
| 351063     | 2003 SG393 | 26 set 2003 | Apache Point      | SDSS                    | —         | MPC                           |
| 351064     | 2003 SQ401 | 26 set 2003 | Apache Point      | SDSS                    | —         | MPC                           |
| 351065     | 2003 SX405 | 27 set 2003 | Apache Point      | SDSS                    | Phocaea   | MPC                           |
| 351066     | 2003 SJ428 | 17 set 2003 | Kitt Peak         | Spacewatch              | —         | MPC                           |
| 351067     | 2003 SG430 | 30 set 2003 | Kitt Peak         | Spacewatch              | —         | MPC                           |
| 351068     | 2003 TS13  | 5 out 2003  | Kitt Peak         | Spacewatch              | —         | MPC                           |
| 351069     | 2003 TY26  | 1 out 2003  | Kitt Peak         | Spacewatch              | Phocaea   | MPC                           |
| 351070     | 2003 TE59  | 15 out 2003 | Anderson Mesa     | LONEOS                  | —         | MPC                           |
| 351071     | 2003 UY8   | 16 out 2003 | Socorro           | LINEAR                  | —         | MPC                           |
| 351072     | 2003 UF11  | 16 out 2003 | Anderson Mesa     | LONEOS                  | —         | MPC                           |
| 351073     | 2003 UR11  | 20 out 2003 | Socorro           | LINEAR                  | —         | MPC                           |
| 351074     | 2003 UW40  | 16 out 2003 | Anderson Mesa     | LONEOS                  | —         | MPC                           |
| 351075     | 2003 UN51  | 18 out 2003 | Palomar           | NEAT                    | —         | MPC                           |
| 351076     | 2003 UT51  | 18 out 2003 | Palomar           | NEAT                    | Phocaea   | MPC                           |
| 351077     | 2003 UU53  | 18 out 2003 | Palomar           | NEAT                    | —         | MPC                           |
| 351078     | 2003 UH55  | 18 out 2003 | Palomar           | NEAT                    | —         | MPC                           |
| 351079     | 2003 US59  | 17 out 2003 | Anderson Mesa     | LONEOS                  | —         | MPC                           |
| 351080     | 2003 UF65  | 16 out 2003 | Palomar           | NEAT                    | —         | MPC                           |
| 351081     | 2003 UE77  | 17 out 2003 | Kitt Peak         | Spacewatch              | —         | MPC                           |
| 351082     | 2003 UC83  | 16 out 2003 | Anderson Mesa     | LONEOS                  | —         | MPC                           |
| 351083     | 2003 UR86  | 18 out 2003 | Palomar           | NEAT                    | —         | MPC                           |
| 351084     | 2003 UT106 | 18 out 2003 | Palomar           | NEAT                    | Phocaea   | MPC                           |
| 351085     | 2003 UG112 | 20 out 2003 | Socorro           | LINEAR                  | —         | MPC                           |
| 351086     | 2003 UC122 | 19 out 2003 | Anderson Mesa     | LONEOS                  | —         | MPC                           |
| 351087     | 2003 UX125 | 20 out 2003 | Kitt Peak         | Spacewatch              | —         | MPC                           |
| 351088     | 2003 UH137 | 22 set 2003 | Palomar           | NEAT                    | —         | MPC                           |
| 351089     | 2003 UH172 | 3 out 2003  | Kitt Peak         | Spacewatch              | —         | MPC                           |
| 351090     | 2003 UV174 | 21 out 2003 | Kitt Peak         | Spacewatch              | —         | MPC                           |
| 351091     | 2003 UC178 | 21 out 2003 | Palomar           | NEAT                    | —         | MPC                           |
| 351092     | 2003 UF204 | 21 out 2003 | Kitt Peak         | Spacewatch              | —         | MPC                           |
| 351093     | 2003 UW207 | 22 out 2003 | Kitt Peak         | Spacewatch              | —         | MPC                           |
| 351094     | 2003 UR223 | 22 out 2003 | Socorro           | LINEAR                  | —         | MPC                           |
| 351095     | 2003 UO241 | 24 out 2003 | Socorro           | LINEAR                  | —         | MPC                           |
| 351096     | 2003 UT243 | 24 out 2003 | Socorro           | LINEAR                  | —         | MPC                           |
| 351097     | 2003 UM246 | 24 out 2003 | Socorro           | LINEAR                  | —         | MPC                           |
| 351098     | 2003 UV247 | 24 out 2003 | Haleakala         | NEAT                    | —         | MPC                           |
| 351099     | 2003 UZ248 | 25 out 2003 | Socorro           | LINEAR                  | —         | MPC                           |
| 351100     | 2003 UZ251 | 26 out 2003 | Catalina          | CSS                     | —         | MPC                           |

## 351101–351200
| Designação | Designação | Descoberta  | Descoberta     | Descobridor(es)     | Categoria | Mais informações / Referência |
| Permanente | Provisória | Data        | Local          | Descobridor(es)     | Categoria | Mais informações / Referência |
| ---------- | ---------- | ----------- | -------------- | ------------------- | --------- | ----------------------------- |
| 351101     | 2003 UU263 | 27 out 2003 | Socorro        | LINEAR              | —         | MPC                           |
| 351102     | 2003 UW267 | 28 out 2003 | Socorro        | LINEAR              | —         | MPC                           |
| 351103     | 2003 UC272 | 28 out 2003 | Socorro        | LINEAR              | Pallas    | MPC                           |
| 351104     | 2003 UP282 | 21 out 2003 | Socorro        | LINEAR              | —         | MPC                           |
| 351105     | 2003 UT317 | 17 out 2003 | Apache Point   | SDSS                | —         | MPC                           |
| 351106     | 2003 UH318 | 16 out 2003 | Palomar        | NEAT                | —         | MPC                           |
| 351107     | 2003 UX325 | 17 out 2003 | Apache Point   | SDSS                | —         | MPC                           |
| 351108     | 2003 UL334 | 18 out 2003 | Apache Point   | SDSS                | —         | MPC                           |
| 351109     | 2003 UX347 | 19 out 2003 | Apache Point   | SDSS                | —         | MPC                           |
| 351110     | 2003 UX352 | 19 out 2003 | Apache Point   | SDSS                | —         | MPC                           |
| 351111     | 2003 UK354 | 19 out 2003 | Apache Point   | SDSS                | —         | MPC                           |
| 351112     | 2003 UG378 | 22 out 2003 | Apache Point   | SDSS                | Eos       | MPC                           |
| 351113     | 2003 UC390 | 22 out 2003 | Apache Point   | SDSS                | —         | MPC                           |
| 351114     | 2003 UT393 | 22 out 2003 | Kitt Peak      | M. W. Buie          | —         | MPC                           |
| 351115     | 2003 VN2   | 14 nov 2003 | Palomar        | NEAT                | —         | MPC                           |
| 351116     | 2003 VV8   | 15 nov 2003 | Kitt Peak      | Spacewatch          | —         | MPC                           |
| 351117     | 2003 WR2   | 16 nov 2003 | Kitt Peak      | Spacewatch          | —         | MPC                           |
| 351118     | 2003 WE3   | 19 out 2003 | Kitt Peak      | Spacewatch          | —         | MPC                           |
| 351119     | 2003 WT16  | 18 nov 2003 | Palomar        | NEAT                | —         | MPC                           |
| 351120     | 2003 WQ30  | 18 nov 2003 | Kitt Peak      | Spacewatch          | —         | MPC                           |
| 351121     | 2003 WE66  | 19 nov 2003 | Socorro        | LINEAR              | —         | MPC                           |
| 351122     | 2003 WA73  | 20 nov 2003 | Socorro        | LINEAR              | —         | MPC                           |
| 351123     | 2003 WE73  | 20 nov 2003 | Socorro        | LINEAR              | —         | MPC                           |
| 351124     | 2003 WJ80  | 20 nov 2003 | Socorro        | LINEAR              | —         | MPC                           |
| 351125     | 2003 WR82  | 19 nov 2003 | Palomar        | NEAT                | —         | MPC                           |
| 351126     | 2003 WF83  | 20 nov 2003 | Socorro        | LINEAR              | —         | MPC                           |
| 351127     | 2003 WZ85  | 20 nov 2003 | Socorro        | LINEAR              | —         | MPC                           |
| 351128     | 2003 WP86  | 21 nov 2003 | Socorro        | LINEAR              | —         | MPC                           |
| 351129     | 2003 WS92  | 19 nov 2003 | Anderson Mesa  | LONEOS              | —         | MPC                           |
| 351130     | 2003 WO101 | 21 nov 2003 | Catalina       | CSS                 | —         | MPC                           |
| 351131     | 2003 WL112 | 14 nov 2003 | Palomar        | NEAT                | —         | MPC                           |
| 351132     | 2003 WP112 | 20 nov 2003 | Socorro        | LINEAR              | —         | MPC                           |
| 351133     | 2003 WY112 | 20 nov 2003 | Socorro        | LINEAR              | —         | MPC                           |
| 351134     | 2003 WK113 | 20 nov 2003 | Socorro        | LINEAR              | —         | MPC                           |
| 351135     | 2003 WX131 | 19 nov 2003 | Kitt Peak      | Spacewatch          | —         | MPC                           |
| 351136     | 2003 WM142 | 21 nov 2003 | Socorro        | LINEAR              | —         | MPC                           |
| 351137     | 2003 WE150 | 24 nov 2003 | Anderson Mesa  | LONEOS              | Phocaea   | MPC                           |
| 351138     | 2003 WX152 | 26 nov 2003 | Socorro        | LINEAR              | —         | MPC                           |
| 351139     | 2003 WX160 | 30 nov 2003 | Kitt Peak      | Spacewatch          | —         | MPC                           |
| 351140     | 2003 WB168 | 19 nov 2003 | Palomar        | NEAT                | —         | MPC                           |
| 351141     | 2003 WT170 | 21 nov 2003 | Catalina       | CSS                 | —         | MPC                           |
| 351142     | 2003 XX15  | 14 dez 2003 | Kitt Peak      | Spacewatch          | —         | MPC                           |
| 351143     | 2003 XX22  | 1 dez 2003  | Kitt Peak      | Spacewatch          | —         | MPC                           |
| 351144     | 2003 XM36  | 3 dez 2003  | Socorro        | LINEAR              | —         | MPC                           |
| 351145     | 2003 YR13  | 17 dez 2003 | Needville      | Needville Obs.      | —         | MPC                           |
| 351146     | 2003 YB15  | 17 dez 2003 | Socorro        | LINEAR              | —         | MPC                           |
| 351147     | 2003 YY19  | 17 dez 2003 | Kitt Peak      | Spacewatch          | —         | MPC                           |
| 351148     | 2003 YG28  | 17 dez 2003 | Palomar        | NEAT                | Phocaea   | MPC                           |
| 351149     | 2003 YE31  | 18 dez 2003 | Socorro        | LINEAR              | —         | MPC                           |
| 351150     | 2003 YO44  | 19 dez 2003 | Kitt Peak      | Spacewatch          | —         | MPC                           |
| 351151     | 2003 YC48  | 18 dez 2003 | Socorro        | LINEAR              | —         | MPC                           |
| 351152     | 2003 YD52  | 18 dez 2003 | Socorro        | LINEAR              | —         | MPC                           |
| 351153     | 2003 YE55  | 19 dez 2003 | Socorro        | LINEAR              | —         | MPC                           |
| 351154     | 2003 YJ80  | 18 dez 2003 | Socorro        | LINEAR              | —         | MPC                           |
| 351155     | 2003 YJ106 | 22 dez 2003 | Socorro        | LINEAR              | Flora     | MPC                           |
| 351156     | 2003 YF133 | 28 dez 2003 | Socorro        | LINEAR              | —         | MPC                           |
| 351157     | 2003 YW149 | 29 dez 2003 | Socorro        | LINEAR              | Eos       | MPC                           |
| 351158     | 2003 YX160 | 17 dez 2003 | Kitt Peak      | Spacewatch          | —         | MPC                           |
| 351159     | 2003 YF167 | 17 dez 2003 | Kitt Peak      | Spacewatch          | —         | MPC                           |
| 351160     | 2003 YL169 | 18 dez 2003 | Socorro        | LINEAR              | —         | MPC                           |
| 351161     | 2003 YT173 | 19 dez 2003 | Kitt Peak      | Spacewatch          | —         | MPC                           |
| 351162     | 2003 YJ181 | 23 dez 2003 | Socorro        | LINEAR              | —         | MPC                           |
| 351163     | 2004 AO6   | 15 jan 2004 | Kitt Peak      | Spacewatch          | —         | MPC                           |
| 351164     | 2004 AL12  | 13 jan 2004 | Kitt Peak      | Spacewatch          | —         | MPC                           |
| 351165     | 2004 AG19  | 15 jan 2004 | Kitt Peak      | Spacewatch          | —         | MPC                           |
| 351166     | 2004 BQ2   | 16 jan 2004 | Palomar        | NEAT                | —         | MPC                           |
| 351167     | 2004 BQ3   | 16 jan 2004 | Palomar        | NEAT                | —         | MPC                           |
| 351168     | 2004 BE5   | 16 jan 2004 | Palomar        | NEAT                | —         | MPC                           |
| 351169     | 2004 BO11  | 16 jan 2004 | Palomar        | NEAT                | —         | MPC                           |
| 351170     | 2004 BH14  | 18 jan 2004 | Pla D'Arguines | Pla D'Arguines Obs. | —         | MPC                           |
| 351171     | 2004 BX22  | 17 jan 2004 | Palomar        | NEAT                | —         | MPC                           |
| 351172     | 2004 BO29  | 18 jan 2004 | Palomar        | NEAT                | —         | MPC                           |
| 351173     | 2004 BH30  | 18 jan 2004 | Palomar        | NEAT                | —         | MPC                           |
| 351174     | 2004 BE52  | 21 jan 2004 | Socorro        | LINEAR              | —         | MPC                           |
| 351175     | 2004 BR52  | 21 jan 2004 | Socorro        | LINEAR              | —         | MPC                           |
| 351176     | 2004 BP62  | 22 jan 2004 | Socorro        | LINEAR              | —         | MPC                           |
| 351177     | 2004 BO64  | 22 jan 2004 | Socorro        | LINEAR              | —         | MPC                           |
| 351178     | 2004 BM67  | 24 jan 2004 | Socorro        | LINEAR              | —         | MPC                           |
| 351179     | 2004 BM76  | 24 jan 2004 | Socorro        | LINEAR              | —         | MPC                           |
| 351180     | 2004 BE84  | 24 jan 2004 | Socorro        | LINEAR              | —         | MPC                           |
| 351181     | 2004 BB98  | 27 jan 2004 | Kitt Peak      | Spacewatch          | —         | MPC                           |
| 351182     | 2004 BP115 | 30 jan 2004 | Socorro        | LINEAR              | —         | MPC                           |
| 351183     | 2004 BN117 | 28 jan 2004 | Catalina       | CSS                 | —         | MPC                           |
| 351184     | 2004 BJ150 | 17 jan 2004 | Palomar        | NEAT                | —         | MPC                           |
| 351185     | 2004 CE1   | 19 jan 2004 | Socorro        | LINEAR              | —         | MPC                           |
| 351186     | 2004 CV28  | 12 fev 2004 | Kitt Peak      | Spacewatch          | —         | MPC                           |
| 351187     | 2004 CB37  | 12 fev 2004 | Palomar        | NEAT                | —         | MPC                           |
| 351188     | 2004 CF44  | 12 fev 2004 | Kitt Peak      | Spacewatch          | —         | MPC                           |
| 351189     | 2004 CM56  | 14 fev 2004 | Haleakala      | NEAT                | —         | MPC                           |
| 351190     | 2004 CE67  | 15 fev 2004 | Socorro        | LINEAR              | —         | MPC                           |
| 351191     | 2004 CF67  | 15 fev 2004 | Socorro        | LINEAR              | —         | MPC                           |
| 351192     | 2004 CN70  | 12 fev 2004 | Kitt Peak      | Spacewatch          | —         | MPC                           |
| 351193     | 2004 CH78  | 11 fev 2004 | Palomar        | NEAT                | —         | MPC                           |
| 351194     | 2004 DH23  | 18 fev 2004 | Catalina       | CSS                 | —         | MPC                           |
| 351195     | 2004 DK24  | 19 fev 2004 | Socorro        | LINEAR              | —         | MPC                           |
| 351196     | 2004 DO26  | 16 fev 2004 | Kitt Peak      | Spacewatch          | Eos       | MPC                           |
| 351197     | 2004 DL49  | 19 fev 2004 | Socorro        | LINEAR              | —         | MPC                           |
| 351198     | 2004 DD52  | 25 fev 2004 | Socorro        | LINEAR              | —         | MPC                           |
| 351199     | 2004 DD56  | 12 fev 2004 | Kitt Peak      | Spacewatch          | —         | MPC                           |
| 351200     | 2004 EQ69  | 15 mar 2004 | Kitt Peak      | Spacewatch          | —         | MPC                           |

## 351201–351300
| Designação | Designação | Descoberta  | Descoberta       | Descobridor(es) | Categoria | Mais informações / Referência |
| Permanente | Provisória | Data        | Local            | Descobridor(es) | Categoria | Mais informações / Referência |
| ---------- | ---------- | ----------- | ---------------- | --------------- | --------- | ----------------------------- |
| 351201     | 2004 FR61  | 19 mar 2004 | Socorro          | LINEAR          | —         | MPC                           |
| 351202     | 2004 FL116 | 23 mar 2004 | Socorro          | LINEAR          | —         | MPC                           |
| 351203     | 2004 FT130 | 22 mar 2004 | Anderson Mesa    | LONEOS          | —         | MPC                           |
| 351204     | 2004 FB136 | 27 mar 2004 | Kitt Peak        | Spacewatch      | —         | MPC                           |
| 351205     | 2004 FE136 | 27 mar 2004 | Kitt Peak        | Spacewatch      | Brangane  | MPC                           |
| 351206     | 2004 GP59  | 12 abr 2004 | Siding Spring    | SSS             | —         | MPC                           |
| 351207     | 2004 HL30  | 21 abr 2004 | Socorro          | LINEAR          | —         | MPC                           |
| 351208     | 2004 HB47  | 22 abr 2004 | Socorro          | LINEAR          | —         | MPC                           |
| 351209     | 2004 JY32  | 15 mai 2004 | Socorro          | LINEAR          | —         | MPC                           |
| 351210     | 2004 JD40  | 25 abr 2004 | Kitt Peak        | Spacewatch      | Vesta     | MPC                           |
| 351211     | 2004 LZ7   | 11 jun 2004 | Socorro          | LINEAR          | —         | MPC                           |
| 351212     | 2004 LM10  | 8 jun 2004  | Kitt Peak        | Spacewatch      | —         | MPC                           |
| 351213     | 2004 MM3   | 18 jun 2004 | Piszkéstető      | K. Sárneczky    | —         | MPC                           |
| 351214     | 2004 ND1   | 7 jul 2004  | Campo Imperatore | CINEOS          | —         | MPC                           |
| 351215     | 2004 NQ3   | 12 jul 2004 | Reedy Creek      | J. Broughton    | —         | MPC                           |
| 351216     | 2004 NS22  | 11 jul 2004 | Socorro          | LINEAR          | —         | MPC                           |
| 351217     | 2004 NP27  | 11 jul 2004 | Socorro          | LINEAR          | —         | MPC                           |
| 351218     | 2004 OO7   | 16 jul 2004 | Socorro          | LINEAR          | —         | MPC                           |
| 351219     | 2004 OR9   | 20 jul 2004 | Reedy Creek      | J. Broughton    | —         | MPC                           |
| 351220     | 2004 PH2   | 7 ago 2004  | Reedy Creek      | J. Broughton    | —         | MPC                           |
| 351221     | 2004 PS6   | 6 ago 2004  | Palomar          | NEAT            | —         | MPC                           |
| 351222     | 2004 PU6   | 6 ago 2004  | Palomar          | NEAT            | —         | MPC                           |
| 351223     | 2004 PG7   | 16 jul 2004 | Socorro          | LINEAR          | —         | MPC                           |
| 351224     | 2004 PZ14  | 7 ago 2004  | Palomar          | NEAT            | —         | MPC                           |
| 351225     | 2004 PT27  | 9 ago 2004  | Reedy Creek      | J. Broughton    | —         | MPC                           |
| 351226     | 2004 PU31  | 8 ago 2004  | Socorro          | LINEAR          | —         | MPC                           |
| 351227     | 2004 PL36  | 9 ago 2004  | Socorro          | LINEAR          | —         | MPC                           |
| 351228     | 2004 PS40  | 9 ago 2004  | Socorro          | LINEAR          | —         | MPC                           |
| 351229     | 2004 PG48  | 8 ago 2004  | Socorro          | LINEAR          | —         | MPC                           |
| 351230     | 2004 PM49  | 8 ago 2004  | Palomar          | NEAT            | —         | MPC                           |
| 351231     | 2004 PL52  | 8 ago 2004  | Socorro          | LINEAR          | —         | MPC                           |
| 351232     | 2004 PF56  | 9 ago 2004  | Campo Imperatore | CINEOS          | —         | MPC                           |
| 351233     | 2004 PJ57  | 9 ago 2004  | Socorro          | LINEAR          | —         | MPC                           |
| 351234     | 2004 PG74  | 8 ago 2004  | Socorro          | LINEAR          | —         | MPC                           |
| 351235     | 2004 PW92  | 11 ago 2004 | Wrightwood       | J. W. Young     | —         | MPC                           |
| 351236     | 2004 PU94  | 10 ago 2004 | Campo Imperatore | CINEOS          | —         | MPC                           |
| 351237     | 2004 QL12  | 21 ago 2004 | Siding Spring    | SSS             | —         | MPC                           |
| 351238     | 2004 RE5   | 4 set 2004  | Palomar          | NEAT            | —         | MPC                           |
| 351239     | 2004 RR15  | 7 set 2004  | Socorro          | LINEAR          | —         | MPC                           |
| 351240     | 2004 RP17  | 7 set 2004  | Socorro          | LINEAR          | —         | MPC                           |
| 351241     | 2004 RA18  | 7 set 2004  | Kitt Peak        | Spacewatch      | Mitidika  | MPC                           |
| 351242     | 2004 RH26  | 6 set 2004  | Palomar          | NEAT            | —         | MPC                           |
| 351243     | 2004 RV34  | 7 set 2004  | Socorro          | LINEAR          | —         | MPC                           |
| 351244     | 2004 RY45  | 8 set 2004  | Socorro          | LINEAR          | —         | MPC                           |
| 351245     | 2004 RT51  | 8 set 2004  | Socorro          | LINEAR          | Mitidika  | MPC                           |
| 351246     | 2004 RP56  | 8 set 2004  | Socorro          | LINEAR          | —         | MPC                           |
| 351247     | 2004 RT57  | 8 set 2004  | Socorro          | LINEAR          | —         | MPC                           |
| 351248     | 2004 RH58  | 8 set 2004  | Socorro          | LINEAR          | Mitidika  | MPC                           |
| 351249     | 2004 RT58  | 8 set 2004  | Socorro          | LINEAR          | —         | MPC                           |
| 351250     | 2004 RK60  | 8 set 2004  | Socorro          | LINEAR          | —         | MPC                           |
| 351251     | 2004 RE68  | 8 set 2004  | Socorro          | LINEAR          | —         | MPC                           |
| 351252     | 2004 RO70  | 8 set 2004  | Socorro          | LINEAR          | —         | MPC                           |
| 351253     | 2004 RZ75  | 8 set 2004  | Socorro          | LINEAR          | —         | MPC                           |
| 351254     | 2004 RK76  | 8 set 2004  | Socorro          | LINEAR          | —         | MPC                           |
| 351255     | 2004 RS89  | 8 set 2004  | Socorro          | LINEAR          | —         | MPC                           |
| 351256     | 2004 RP95  | 8 set 2004  | Socorro          | LINEAR          | —         | MPC                           |
| 351257     | 2004 RT97  | 8 set 2004  | Socorro          | LINEAR          | —         | MPC                           |
| 351258     | 2004 RC102 | 8 set 2004  | Socorro          | LINEAR          | —         | MPC                           |
| 351259     | 2004 RB115 | 7 set 2004  | Socorro          | LINEAR          | —         | MPC                           |
| 351260     | 2004 RS137 | 8 set 2004  | Socorro          | LINEAR          | —         | MPC                           |
| 351261     | 2004 RA141 | 8 set 2004  | Socorro          | LINEAR          | —         | MPC                           |
| 351262     | 2004 RT176 | 10 set 2004 | Socorro          | LINEAR          | —         | MPC                           |
| 351263     | 2004 RL178 | 10 set 2004 | Socorro          | LINEAR          | —         | MPC                           |
| 351264     | 2004 RA181 | 10 set 2004 | Socorro          | LINEAR          | —         | MPC                           |
| 351265     | 2004 RW184 | 10 set 2004 | Socorro          | LINEAR          | —         | MPC                           |
| 351266     | 2004 RU189 | 10 set 2004 | Socorro          | LINEAR          | —         | MPC                           |
| 351267     | 2004 RT192 | 10 set 2004 | Socorro          | LINEAR          | —         | MPC                           |
| 351268     | 2004 RB196 | 10 set 2004 | Socorro          | LINEAR          | —         | MPC                           |
| 351269     | 2004 RD204 | 12 set 2004 | Socorro          | LINEAR          | —         | MPC                           |
| 351270     | 2004 RM204 | 12 set 2004 | Socorro          | LINEAR          | —         | MPC                           |
| 351271     | 2004 RU225 | 9 set 2004  | Socorro          | LINEAR          | Mitidika  | MPC                           |
| 351272     | 2004 RT231 | 9 set 2004  | Kitt Peak        | Spacewatch      | —         | MPC                           |
| 351273     | 2004 RQ238 | 15 ago 2004 | Campo Imperatore | CINEOS          | —         | MPC                           |
| 351274     | 2004 RH271 | 11 set 2004 | Kitt Peak        | Spacewatch      | —         | MPC                           |
| 351275     | 2004 RR312 | 15 set 2004 | 7300 Observatory | 7300 Obs.       | —         | MPC                           |
| 351276     | 2004 RG335 | 15 set 2004 | Kitt Peak        | Spacewatch      | —         | MPC                           |
| 351277     | 2004 RC346 | 13 set 2004 | Socorro          | LINEAR          | —         | MPC                           |
| 351278     | 2004 SB20  | 21 set 2004 | Socorro          | LINEAR          | —         | MPC                           |
| 351279     | 2004 SJ20  | 17 set 2004 | Desert Eagle     | W. K. Y. Yeung  | —         | MPC                           |
| 351280     | 2004 SE34  | 17 set 2004 | Socorro          | LINEAR          | —         | MPC                           |
| 351281     | 2004 SX38  | 17 set 2004 | Socorro          | LINEAR          | —         | MPC                           |
| 351282     | 2004 SH56  | 16 set 2004 | Anderson Mesa    | LONEOS          | —         | MPC                           |
| 351283     | 2004 TE    | 2 out 2004  | Needville        | Needville Obs.  | —         | MPC                           |
| 351284     | 2004 TH4   | 4 out 2004  | Kitt Peak        | Spacewatch      | Mitidika  | MPC                           |
| 351285     | 2004 TX12  | 7 out 2004  | Goodricke-Pigott | R. A. Tucker    | —         | MPC                           |
| 351286     | 2004 TE13  | 7 out 2004  | Socorro          | LINEAR          | —         | MPC                           |
| 351287     | 2004 TW18  | 8 out 2004  | Socorro          | LINEAR          | —         | MPC                           |
| 351288     | 2004 TU23  | 4 out 2004  | Kitt Peak        | Spacewatch      | —         | MPC                           |
| 351289     | 2004 TN47  | 4 out 2004  | Kitt Peak        | Spacewatch      | —         | MPC                           |
| 351290     | 2004 TX61  | 5 out 2004  | Anderson Mesa    | LONEOS          | —         | MPC                           |
| 351291     | 2004 TW81  | 5 out 2004  | Kitt Peak        | Spacewatch      | —         | MPC                           |
| 351292     | 2004 TG89  | 5 out 2004  | Kitt Peak        | Spacewatch      | Mitidika  | MPC                           |
| 351293     | 2004 TV104 | 7 out 2004  | Kitt Peak        | Spacewatch      | —         | MPC                           |
| 351294     | 2004 TX105 | 8 set 2004  | Socorro          | LINEAR          | —         | MPC                           |
| 351295     | 2004 TA116 | 3 out 2004  | Palomar          | NEAT            | —         | MPC                           |
| 351296     | 2004 TU122 | 7 out 2004  | Socorro          | LINEAR          | —         | MPC                           |
| 351297     | 2004 TC123 | 7 out 2004  | Anderson Mesa    | LONEOS          | —         | MPC                           |
| 351298     | 2004 TE124 | 7 out 2004  | Socorro          | LINEAR          | —         | MPC                           |
| 351299     | 2004 TJ129 | 7 out 2004  | Socorro          | LINEAR          | —         | MPC                           |
| 351300     | 2004 TE139 | 9 out 2004  | Anderson Mesa    | LONEOS          | —         | MPC                           |

## 351301–351400
| Designação | Designação | Descoberta  | Descoberta       | Descobridor(es)     | Categoria | Mais informações / Referência |
| Permanente | Provisória | Data        | Local            | Descobridor(es)     | Categoria | Mais informações / Referência |
| ---------- | ---------- | ----------- | ---------------- | ------------------- | --------- | ----------------------------- |
| 351301     | 2004 TM192 | 7 out 2004  | Kitt Peak        | Spacewatch          | —         | MPC                           |
| 351302     | 2004 TB193 | 7 out 2004  | Kitt Peak        | Spacewatch          | —         | MPC                           |
| 351303     | 2004 TE195 | 7 out 2004  | Kitt Peak        | Spacewatch          | —         | MPC                           |
| 351304     | 2004 TH203 | 7 out 2004  | Kitt Peak        | Spacewatch          | —         | MPC                           |
| 351305     | 2004 TU213 | 9 out 2004  | Kitt Peak        | Spacewatch          | Chloris   | MPC                           |
| 351306     | 2004 TY280 | 10 out 2004 | Kitt Peak        | Spacewatch          | —         | MPC                           |
| 351307     | 2004 TN285 | 8 out 2004  | Kitt Peak        | Spacewatch          | —         | MPC                           |
| 351308     | 2004 TJ309 | 10 out 2004 | Socorro          | LINEAR              | —         | MPC                           |
| 351309     | 2004 TA310 | 10 out 2004 | Kitt Peak        | Spacewatch          | Mitidika  | MPC                           |
| 351310     | 2004 TV332 | 9 out 2004  | Kitt Peak        | Spacewatch          | —         | MPC                           |
| 351311     | 2004 TQ342 | 13 out 2004 | Kitt Peak        | Spacewatch          | —         | MPC                           |
| 351312     | 2004 TM343 | 14 out 2004 | Socorro          | LINEAR              | —         | MPC                           |
| 351313     | 2004 TG348 | 4 out 2004  | Kitt Peak        | Spacewatch          | Mitidika  | MPC                           |
| 351314     | 2004 TG367 | 6 out 2004  | Kitt Peak        | Spacewatch          | —         | MPC                           |
| 351315     | 2004 TL369 | 8 out 2004  | Kitt Peak        | Spacewatch          | —         | MPC                           |
| 351316     | 2004 UY2   | 21 set 2004 | Anderson Mesa    | LONEOS              | —         | MPC                           |
| 351317     | 2004 UD4   | 16 out 2004 | Socorro          | LINEAR              | —         | MPC                           |
| 351318     | 2004 UC8   | 21 out 2004 | Socorro          | LINEAR              | —         | MPC                           |
| 351319     | 2004 VT2   | 3 nov 2004  | Kitt Peak        | Spacewatch          | —         | MPC                           |
| 351320     | 2004 VW16  | 4 nov 2004  | Catalina         | CSS                 | —         | MPC                           |
| 351321     | 2004 VG27  | 5 nov 2004  | Kitt Peak        | Spacewatch          | —         | MPC                           |
| 351322     | 2004 VV29  | 3 nov 2004  | Kitt Peak        | Spacewatch          | —         | MPC                           |
| 351323     | 2004 VO33  | 3 nov 2004  | Kitt Peak        | Spacewatch          | —         | MPC                           |
| 351324     | 2004 VN46  | 4 nov 2004  | Kitt Peak        | Spacewatch          | —         | MPC                           |
| 351325     | 2004 VA58  | 7 out 2004  | Kitt Peak        | Spacewatch          | —         | MPC                           |
| 351326     | 2004 VW72  | 5 nov 2004  | Anderson Mesa    | LONEOS              | —         | MPC                           |
| 351327     | 2004 VR75  | 12 nov 2004 | Catalina         | CSS                 | —         | MPC                           |
| 351328     | 2004 WL10  | 19 nov 2004 | Socorro          | LINEAR              | —         | MPC                           |
| 351329     | 2004 XM2   | 1 dez 2004  | Palomar          | NEAT                | —         | MPC                           |
| 351330     | 2004 XH12  | 8 dez 2004  | Socorro          | LINEAR              | —         | MPC                           |
| 351331     | 2004 XH29  | 10 dez 2004 | Catalina         | CSS                 | —         | MPC                           |
| 351332     | 2004 XH41  | 10 dez 2004 | Junk Bond        | Junk Bond Obs.      | —         | MPC                           |
| 351333     | 2004 XV48  | 10 dez 2004 | Kitt Peak        | Spacewatch          | —         | MPC                           |
| 351334     | 2004 XZ88  | 10 dez 2004 | Kitt Peak        | Spacewatch          | —         | MPC                           |
| 351335     | 2004 XB102 | 10 dez 2004 | Catalina         | CSS                 | —         | MPC                           |
| 351336     | 2004 XM102 | 1 dez 2004  | Catalina         | CSS                 | —         | MPC                           |
| 351337     | 2004 XQ140 | 13 dez 2004 | Kitt Peak        | Spacewatch          | —         | MPC                           |
| 351338     | 2004 XR163 | 15 dez 2004 | Kitt Peak        | Spacewatch          | —         | MPC                           |
| 351339     | 2004 XF183 | 3 dez 2004  | Kitt Peak        | Spacewatch          | Pallas    | MPC                           |
| 351340     | 2004 YC5   | 20 dez 2004 | Socorro          | LINEAR              | —         | MPC                           |
| 351341     | 2005 AY5   | 6 jan 2005  | Catalina         | CSS                 | —         | MPC                           |
| 351342     | 2005 AZ8   | 7 jan 2005  | Socorro          | LINEAR              | —         | MPC                           |
| 351343     | 2005 AS21  | 6 jan 2005  | Catalina         | CSS                 | —         | MPC                           |
| 351344     | 2005 AD24  | 7 jan 2005  | Catalina         | CSS                 | —         | MPC                           |
| 351345     | 2005 AO27  | 13 jan 2005 | Socorro          | LINEAR              | —         | MPC                           |
| 351346     | 2005 AX30  | 9 jan 2005  | Catalina         | CSS                 | —         | MPC                           |
| 351347     | 2005 AO40  | 15 jan 2005 | Socorro          | LINEAR              | —         | MPC                           |
| 351348     | 2005 AC46  | 15 jan 2005 | Anderson Mesa    | LONEOS              | —         | MPC                           |
| 351349     | 2005 AT48  | 13 jan 2005 | Kitt Peak        | Spacewatch          | Phocaea   | MPC                           |
| 351350     | 2005 AV53  | 13 jan 2005 | Kitt Peak        | Spacewatch          | —         | MPC                           |
| 351351     | 2005 AV65  | 13 jan 2005 | Kitt Peak        | Spacewatch          | —         | MPC                           |
| 351352     | 2005 AP76  | 15 jan 2005 | Kitt Peak        | Spacewatch          | —         | MPC                           |
| 351353     | 2005 BA    | 16 jan 2005 | Mayhill          | A. Lowe             | —         | MPC                           |
| 351354     | 2005 BZ6   | 16 jan 2005 | Socorro          | LINEAR              | —         | MPC                           |
| 351355     | 2005 BE20  | 16 jan 2005 | Socorro          | LINEAR              | —         | MPC                           |
| 351356     | 2005 BJ23  | 16 jan 2005 | Kitt Peak        | Spacewatch          | —         | MPC                           |
| 351357     | 2005 BV24  | 17 jan 2005 | Socorro          | LINEAR              | —         | MPC                           |
| 351358     | 2005 BQ38  | 16 jan 2005 | Mauna Kea        | C. Veillet          | —         | MPC                           |
| 351359     | 2005 BX48  | 19 jan 2005 | Kitt Peak        | Spacewatch          | —         | MPC                           |
| 351360     | 2005 CF2   | 1 fev 2005  | Catalina         | CSS                 | Phocaea   | MPC                           |
| 351361     | 2005 CO3   | 1 fev 2005  | Kitt Peak        | Spacewatch          | —         | MPC                           |
| 351362     | 2005 CX7   | 1 fev 2005  | Catalina         | CSS                 | —         | MPC                           |
| 351363     | 2005 CZ7   | 1 fev 2005  | Catalina         | CSS                 | —         | MPC                           |
| 351364     | 2005 CX11  | 1 fev 2005  | Catalina         | CSS                 | —         | MPC                           |
| 351365     | 2005 CN19  | 2 fev 2005  | Catalina         | CSS                 | —         | MPC                           |
| 351366     | 2005 CQ31  | 1 fev 2005  | Kitt Peak        | Spacewatch          | —         | MPC                           |
| 351367     | 2005 CD40  | 5 fev 2005  | Bergisch Gladbac | W. Bickel           | —         | MPC                           |
| 351368     | 2005 CR61  | 9 fev 2005  | Kitt Peak        | Spacewatch          | —         | MPC                           |
| 351369     | 2005 CY67  | 2 fev 2005  | Socorro          | LINEAR              | —         | MPC                           |
| 351370     | 2005 EY    | 1 mar 2005  | Socorro          | LINEAR              | —         | MPC                           |
| 351371     | 2005 EM11  | 2 mar 2005  | Catalina         | CSS                 | —         | MPC                           |
| 351372     | 2005 EU11  | 2 mar 2005  | Catalina         | CSS                 | —         | MPC                           |
| 351373     | 2005 ER24  | 3 mar 2005  | Catalina         | CSS                 | —         | MPC                           |
| 351374     | 2005 EM26  | 3 mar 2005  | Catalina         | CSS                 | —         | MPC                           |
| 351375     | 2005 EB41  | 1 mar 2005  | Catalina         | CSS                 | —         | MPC                           |
| 351376     | 2005 EJ61  | 4 mar 2005  | Catalina         | CSS                 | —         | MPC                           |
| 351377     | 2005 EU66  | 4 mar 2005  | Mount Lemmon     | Mount Lemmon Survey | Phocaea   | MPC                           |
| 351378     | 2005 EM67  | 4 mar 2005  | Kitt Peak        | Spacewatch          | Meliboea  | MPC                           |
| 351379     | 2005 EX67  | 4 mar 2005  | Mount Lemmon     | Mount Lemmon Survey | —         | MPC                           |
| 351380     | 2005 ER68  | 7 mar 2005  | Socorro          | LINEAR              | —         | MPC                           |
| 351381     | 2005 EL84  | 4 mar 2005  | Socorro          | LINEAR              | —         | MPC                           |
| 351382     | 2005 ER87  | 4 mar 2005  | Mount Lemmon     | Mount Lemmon Survey | —         | MPC                           |
| 351383     | 2005 EX91  | 8 mar 2005  | Anderson Mesa    | LONEOS              | —         | MPC                           |
| 351384     | 2005 EL94  | 3 mar 2005  | Catalina         | CSS                 | —         | MPC                           |
| 351385     | 2005 EL129 | 9 mar 2005  | Kitt Peak        | Spacewatch          | —         | MPC                           |
| 351386     | 2005 EB133 | 9 mar 2005  | Catalina         | CSS                 | —         | MPC                           |
| 351387     | 2005 EX136 | 9 mar 2005  | Mount Lemmon     | Mount Lemmon Survey | Phocaea   | MPC                           |
| 351388     | 2005 EQ159 | 9 mar 2005  | Mount Lemmon     | Mount Lemmon Survey | —         | MPC                           |
| 351389     | 2005 EO174 | 8 mar 2005  | Kitt Peak        | Spacewatch          | —         | MPC                           |
| 351390     | 2005 EN182 | 9 mar 2005  | Anderson Mesa    | LONEOS              | —         | MPC                           |
| 351391     | 2005 EO198 | 11 mar 2005 | Mount Lemmon     | Mount Lemmon Survey | —         | MPC                           |
| 351392     | 2005 EQ198 | 11 mar 2005 | Mount Lemmon     | Mount Lemmon Survey | —         | MPC                           |
| 351393     | 2005 ES215 | 8 mar 2005  | Socorro          | LINEAR              | —         | MPC                           |
| 351394     | 2005 EM222 | 11 mar 2005 | Kitt Peak        | Spacewatch          | —         | MPC                           |
| 351395     | 2005 EU224 | 9 mar 2005  | Catalina         | CSS                 | —         | MPC                           |
| 351396     | 2005 ES230 | 10 mar 2005 | Mount Lemmon     | Mount Lemmon Survey | —         | MPC                           |
| 351397     | 2005 ET234 | 10 mar 2005 | Mount Lemmon     | Mount Lemmon Survey | —         | MPC                           |
| 351398     | 2005 EP240 | 17 jan 2005 | Kitt Peak        | Spacewatch          | Juno      | MPC                           |
| 351399     | 2005 ET240 | 11 mar 2005 | Mount Lemmon     | Mount Lemmon Survey | Phocaea   | MPC                           |
| 351400     | 2005 EY241 | 11 mar 2005 | Catalina         | CSS                 | —         | MPC                           |

## 351401–351500
| Designação | Designação | Descoberta  | Descoberta    | Descobridor(es)     | Categoria | Mais informações / Referência |
| Permanente | Provisória | Data        | Local         | Descobridor(es)     | Categoria | Mais informações / Referência |
| ---------- | ---------- | ----------- | ------------- | ------------------- | --------- | ----------------------------- |
| 351401     | 2005 EA246 | 12 mar 2005 | Kitt Peak     | Spacewatch          | —         | MPC                           |
| 351402     | 2005 ET250 | 9 mar 2005  | Socorro       | LINEAR              | —         | MPC                           |
| 351403     | 2005 ES253 | 11 mar 2005 | Socorro       | LINEAR              | —         | MPC                           |
| 351404     | 2005 EA263 | 13 mar 2005 | Kitt Peak     | Spacewatch          | —         | MPC                           |
| 351405     | 2005 EB265 | 13 mar 2005 | Kitt Peak     | Spacewatch          | —         | MPC                           |
| 351406     | 2005 FS    | 16 mar 2005 | Socorro       | LINEAR              | —         | MPC                           |
| 351407     | 2005 FZ7   | 30 mar 2005 | Catalina      | CSS                 | —         | MPC                           |
| 351408     | 2005 FN11  | 17 mar 2005 | Catalina      | CSS                 | —         | MPC                           |
| 351409     | 2005 FP12  | 16 mar 2005 | Catalina      | CSS                 | —         | MPC                           |
| 351410     | 2005 FO14  | 16 mar 2005 | Anderson Mesa | LONEOS              | Phocaea   | MPC                           |
| 351411     | 2005 GB2   | 1 abr 2005  | Catalina      | CSS                 | —         | MPC                           |
| 351412     | 2005 GD7   | 1 abr 2005  | Kitt Peak     | Spacewatch          | —         | MPC                           |
| 351413     | 2005 GJ7   | 1 abr 2005  | Kitt Peak     | Spacewatch          | —         | MPC                           |
| 351414     | 2005 GT7   | 1 abr 2005  | Anderson Mesa | LONEOS              | —         | MPC                           |
| 351415     | 2005 GR22  | 4 abr 2005  | Kitami        | K. Endate           | —         | MPC                           |
| 351416     | 2005 GZ23  | 2 abr 2005  | Mount Lemmon  | Mount Lemmon Survey | —         | MPC                           |
| 351417     | 2005 GJ25  | 2 abr 2005  | Mount Lemmon  | Mount Lemmon Survey | —         | MPC                           |
| 351418     | 2005 GE33  | 3 abr 2005  | Palomar       | NEAT                | —         | MPC                           |
| 351419     | 2005 GF37  | 2 abr 2005  | Catalina      | CSS                 | Pallas    | MPC                           |
| 351420     | 2005 GE38  | 3 abr 2005  | Palomar       | NEAT                | —         | MPC                           |
| 351421     | 2005 GU40  | 4 abr 2005  | Mount Lemmon  | Mount Lemmon Survey | —         | MPC                           |
| 351422     | 2005 GA43  | 18 mar 2005 | Catalina      | CSS                 | —         | MPC                           |
| 351423     | 2005 GL45  | 5 abr 2005  | Palomar       | NEAT                | —         | MPC                           |
| 351424     | 2005 GL48  | 5 abr 2005  | Mount Lemmon  | Mount Lemmon Survey | —         | MPC                           |
| 351425     | 2005 GT65  | 2 abr 2005  | Catalina      | CSS                 | —         | MPC                           |
| 351426     | 2005 GC66  | 10 mar 2005 | Mount Lemmon  | Mount Lemmon Survey | —         | MPC                           |
| 351427     | 2005 GN80  | 7 abr 2005  | Kitt Peak     | Spacewatch          | —         | MPC                           |
| 351428     | 2005 GX104 | 10 abr 2005 | Kitt Peak     | Spacewatch          | —         | MPC                           |
| 351429     | 2005 GV111 | 5 abr 2005  | Catalina      | CSS                 | —         | MPC                           |
| 351430     | 2005 GD119 | 11 abr 2005 | Anderson Mesa | LONEOS              | —         | MPC                           |
| 351431     | 2005 GR122 | 6 abr 2005  | Mount Lemmon  | Mount Lemmon Survey | —         | MPC                           |
| 351432     | 2005 GO150 | 11 abr 2005 | Kitt Peak     | Spacewatch          | —         | MPC                           |
| 351433     | 2005 GD160 | 12 abr 2005 | Kitt Peak     | Spacewatch          | —         | MPC                           |
| 351434     | 2005 GD163 | 9 abr 2005  | Kitt Peak     | Spacewatch          | —         | MPC                           |
| 351435     | 2005 GK173 | 14 abr 2005 | Kitt Peak     | Spacewatch          | —         | MPC                           |
| 351436     | 2005 GJ210 | 9 abr 2005  | Catalina      | CSS                 | —         | MPC                           |
| 351437     | 2005 GS227 | 6 abr 2005  | Mount Lemmon  | Mount Lemmon Survey | —         | MPC                           |
| 351438     | 2005 HG1   | 16 abr 2005 | Kitt Peak     | Spacewatch          | —         | MPC                           |
| 351439     | 2005 HD2   | 16 abr 2005 | Kitt Peak     | Spacewatch          | —         | MPC                           |
| 351440     | 2005 HX2   | 17 abr 2005 | Kitt Peak     | Spacewatch          | —         | MPC                           |
| 351441     | 2005 JY8   | 4 mai 2005  | Mauna Kea     | C. Veillet          | —         | MPC                           |
| 351442     | 2005 JD16  | 3 mai 2005  | Socorro       | LINEAR              | —         | MPC                           |
| 351443     | 2005 JR35  | 4 mai 2005  | Kitt Peak     | Spacewatch          | —         | MPC                           |
| 351444     | 2005 JP54  | 4 mai 2005  | Kitt Peak     | Spacewatch          | —         | MPC                           |
| 351445     | 2005 JL78  | 10 mai 2005 | Kitt Peak     | Spacewatch          | —         | MPC                           |
| 351446     | 2005 JB103 | 9 mai 2005  | Catalina      | CSS                 | —         | MPC                           |
| 351447     | 2005 JV108 | 14 mai 2005 | Catalina      | CSS                 | —         | MPC                           |
| 351448     | 2005 JS118 | 10 mai 2005 | Kitt Peak     | Spacewatch          | —         | MPC                           |
| 351449     | 2005 JA141 | 14 mai 2005 | Kitt Peak     | Spacewatch          | —         | MPC                           |
| 351450     | 2005 JN141 | 14 mai 2005 | Mount Lemmon  | Mount Lemmon Survey | —         | MPC                           |
| 351451     | 2005 JO160 | 8 mai 2005  | Kitt Peak     | Spacewatch          | —         | MPC                           |
| 351452     | 2005 JW160 | 8 mai 2005  | Kitt Peak     | Spacewatch          | —         | MPC                           |
| 351453     | 2005 KY10  | 30 mai 2005 | Siding Spring | SSS                 | —         | MPC                           |
| 351454     | 2005 KW13  | 19 mai 2005 | Mount Lemmon  | Mount Lemmon Survey | —         | MPC                           |
| 351455     | 2005 LU8   | 1 jun 2005  | Kitt Peak     | Spacewatch          | —         | MPC                           |
| 351456     | 2005 LB28  | 9 jun 2005  | Catalina      | CSS                 | —         | MPC                           |
| 351457     | 2005 MA22  | 30 jun 2005 | Kitt Peak     | Spacewatch          | —         | MPC                           |
| 351458     | 2005 MJ22  | 30 jun 2005 | Kitt Peak     | Spacewatch          | —         | MPC                           |
| 351459     | 2005 MB28  | 29 jun 2005 | Kitt Peak     | Spacewatch          | —         | MPC                           |
| 351460     | 2005 MF36  | 30 jun 2005 | Kitt Peak     | Spacewatch          | —         | MPC                           |
| 351461     | 2005 MO39  | 29 jun 2005 | Palomar       | NEAT                | —         | MPC                           |
| 351462     | 2005 NL10  | 3 jul 2005  | Mount Lemmon  | Mount Lemmon Survey | —         | MPC                           |
| 351463     | 2005 NH30  | 4 jul 2005  | Kitt Peak     | Spacewatch          | —         | MPC                           |
| 351464     | 2005 NG35  | 5 jul 2005  | Kitt Peak     | Spacewatch          | —         | MPC                           |
| 351465     | 2005 NB40  | 3 jul 2005  | Mount Lemmon  | Mount Lemmon Survey | —         | MPC                           |
| 351466     | 2005 NZ65  | 1 jul 2005  | Kitt Peak     | Spacewatch          | —         | MPC                           |
| 351467     | 2005 NX94  | 6 jul 2005  | Kitt Peak     | Spacewatch          | —         | MPC                           |
| 351468     | 2005 NY122 | 4 jul 2005  | Palomar       | NEAT                | —         | MPC                           |
| 351469     | 2005 OG1   | 19 jul 2005 | Palomar       | NEAT                | —         | MPC                           |
| 351470     | 2005 OU8   | 29 jul 2005 | Palomar       | NEAT                | —         | MPC                           |
| 351471     | 2005 PU8   | 4 ago 2005  | Palomar       | NEAT                | Brangane  | MPC                           |
| 351472     | 2005 PW11  | 4 ago 2005  | Palomar       | NEAT                | —         | MPC                           |
| 351473     | 2005 PW21  | 6 ago 2005  | Palomar       | NEAT                | Ursula    | MPC                           |
| 351474     | 2005 PW23  | 6 ago 2005  | Palomar       | NEAT                | —         | MPC                           |
| 351475     | 2005 PH27  | 10 ago 2005 | Mauna Kea     | P. A. Wiegert       | —         | MPC                           |
| 351476     | 2005 QQ7   | 24 ago 2005 | Palomar       | NEAT                | —         | MPC                           |
| 351477     | 2005 QU13  | 24 ago 2005 | Palomar       | NEAT                | —         | MPC                           |
| 351478     | 2005 QG18  | 25 ago 2005 | Palomar       | NEAT                | —         | MPC                           |
| 351479     | 2005 QU35  | 25 ago 2005 | Palomar       | NEAT                | —         | MPC                           |
| 351480     | 2005 QV39  | 26 ago 2005 | Palomar       | NEAT                | —         | MPC                           |
| 351481     | 2005 QQ59  | 25 ago 2005 | Palomar       | NEAT                | —         | MPC                           |
| 351482     | 2005 QJ79  | 26 ago 2005 | Anderson Mesa | LONEOS              | —         | MPC                           |
| 351483     | 2005 QY95  | 27 ago 2005 | Palomar       | NEAT                | —         | MPC                           |
| 351484     | 2005 QC97  | 27 ago 2005 | Palomar       | NEAT                | Brangane  | MPC                           |
| 351485     | 2005 QO100 | 27 ago 2005 | Palomar       | NEAT                | —         | MPC                           |
| 351486     | 2005 QJ102 | 27 ago 2005 | Palomar       | NEAT                | —         | MPC                           |
| 351487     | 2005 QE103 | 27 ago 2005 | Palomar       | NEAT                | Brangane  | MPC                           |
| 351488     | 2005 QK103 | 27 ago 2005 | Palomar       | NEAT                | Ursula    | MPC                           |
| 351489     | 2005 QZ110 | 27 ago 2005 | Palomar       | NEAT                | Brangane  | MPC                           |
| 351490     | 2005 QL112 | 27 ago 2005 | Palomar       | NEAT                | —         | MPC                           |
| 351491     | 2005 QO119 | 28 ago 2005 | Kitt Peak     | Spacewatch          | —         | MPC                           |
| 351492     | 2005 QW125 | 28 ago 2005 | Kitt Peak     | Spacewatch          | —         | MPC                           |
| 351493     | 2005 QH128 | 28 ago 2005 | Kitt Peak     | Spacewatch          | Ursula    | MPC                           |
| 351494     | 2005 QT147 | 28 ago 2005 | Siding Spring | SSS                 | —         | MPC                           |
| 351495     | 2005 QZ149 | 27 ago 2005 | Kitt Peak     | Spacewatch          | —         | MPC                           |
| 351496     | 2005 QR153 | 27 ago 2005 | Palomar       | NEAT                | Brangane  | MPC                           |
| 351497     | 2005 QQ163 | 30 ago 2005 | Kitt Peak     | Spacewatch          | —         | MPC                           |
| 351498     | 2005 QC166 | 31 ago 2005 | Palomar       | NEAT                | —         | MPC                           |
| 351499     | 2005 QN167 | 27 ago 2005 | Palomar       | NEAT                | —         | MPC                           |
| 351500     | 2005 QN182 | 28 ago 2005 | Kitt Peak     | Spacewatch          | —         | MPC                           |

## 351501–351600
| Designação | Designação | Descoberta  | Descoberta    | Descobridor(es)     | Categoria | Mais informações / Referência |
| Permanente | Provisória | Data        | Local         | Descobridor(es)     | Categoria | Mais informações / Referência |
| ---------- | ---------- | ----------- | ------------- | ------------------- | --------- | ----------------------------- |
| 351501     | 2005 QQ188 | 27 ago 2005 | Palomar       | NEAT                | —         | MPC                           |
| 351502     | 2005 RA4   | 3 set 2005  | Palomar       | NEAT                | —         | MPC                           |
| 351503     | 2005 RS7   | 8 set 2005  | Socorro       | LINEAR              | —         | MPC                           |
| 351504     | 2005 RY13  | 1 set 2005  | Kitt Peak     | Spacewatch          | —         | MPC                           |
| 351505     | 2005 RW14  | 1 set 2005  | Kitt Peak     | Spacewatch          | —         | MPC                           |
| 351506     | 2005 RQ26  | 8 set 2005  | Socorro       | LINEAR              | —         | MPC                           |
| 351507     | 2005 RK29  | 12 set 2005 | Junk Bond     | D. Healy            | —         | MPC                           |
| 351508     | 2005 RN33  | 13 set 2005 | Catalina      | CSS                 | —         | MPC                           |
| 351509     | 2005 RS33  | 12 set 2005 | Junk Bond     | D. Healy            | —         | MPC                           |
| 351510     | 2005 RF41  | 31 ago 2005 | Kitt Peak     | Spacewatch          | —         | MPC                           |
| 351511     | 2005 RR44  | 1 set 2005  | Palomar       | NEAT                | —         | MPC                           |
| 351512     | 2005 RH46  | 14 set 2005 | Apache Point  | A. C. Becker        | —         | MPC                           |
| 351513     | 2005 SH43  | 24 set 2005 | Kitt Peak     | Spacewatch          | —         | MPC                           |
| 351514     | 2005 SW47  | 24 set 2005 | Kitt Peak     | Spacewatch          | —         | MPC                           |
| 351515     | 2005 SV54  | 25 set 2005 | Kitt Peak     | Spacewatch          | —         | MPC                           |
| 351516     | 2005 SN67  | 27 set 2005 | Kitt Peak     | Spacewatch          | Brangane  | MPC                           |
| 351517     | 2005 ST74  | 24 set 2005 | Kitt Peak     | Spacewatch          | —         | MPC                           |
| 351518     | 2005 SO84  | 24 set 2005 | Kitt Peak     | Spacewatch          | —         | MPC                           |
| 351519     | 2005 SF103 | 25 set 2005 | Palomar       | NEAT                | —         | MPC                           |
| 351520     | 2005 SH108 | 26 set 2005 | Kitt Peak     | Spacewatch          | —         | MPC                           |
| 351521     | 2005 SL118 | 28 set 2005 | Palomar       | NEAT                | —         | MPC                           |
| 351522     | 2005 SQ118 | 28 set 2005 | Palomar       | NEAT                | —         | MPC                           |
| 351523     | 2005 SC119 | 28 set 2005 | Palomar       | NEAT                | —         | MPC                           |
| 351524     | 2005 SO126 | 29 set 2005 | Mount Lemmon  | Mount Lemmon Survey | —         | MPC                           |
| 351525     | 2005 SY129 | 29 set 2005 | Anderson Mesa | LONEOS              | —         | MPC                           |
| 351526     | 2005 SY130 | 29 set 2005 | Mount Lemmon  | Mount Lemmon Survey | —         | MPC                           |
| 351527     | 2005 SG137 | 24 set 2005 | Kitt Peak     | Spacewatch          | —         | MPC                           |
| 351528     | 2005 SU140 | 25 set 2005 | Kitt Peak     | Spacewatch          | —         | MPC                           |
| 351529     | 2005 SJ141 | 25 set 2005 | Kitt Peak     | Spacewatch          | —         | MPC                           |
| 351530     | 2005 SF166 | 28 set 2005 | Palomar       | NEAT                | —         | MPC                           |
| 351531     | 2005 SC173 | 29 set 2005 | Kitt Peak     | Spacewatch          | —         | MPC                           |
| 351532     | 2005 SA188 | 29 set 2005 | Mount Lemmon  | Mount Lemmon Survey | —         | MPC                           |
| 351533     | 2005 SL193 | 29 set 2005 | Kitt Peak     | Spacewatch          | —         | MPC                           |
| 351534     | 2005 SM194 | 31 ago 2005 | Kitt Peak     | Spacewatch          | —         | MPC                           |
| 351535     | 2005 SS194 | 30 set 2005 | Kitt Peak     | Spacewatch          | Brangane  | MPC                           |
| 351536     | 2005 SC195 | 30 set 2005 | Palomar       | NEAT                | —         | MPC                           |
| 351537     | 2005 SP212 | 30 set 2005 | Mount Lemmon  | Mount Lemmon Survey | —         | MPC                           |
| 351538     | 2005 SD220 | 29 set 2005 | Catalina      | CSS                 | —         | MPC                           |
| 351539     | 2005 SS250 | 23 set 2005 | Catalina      | CSS                 | —         | MPC                           |
| 351540     | 2005 SD259 | 24 set 2005 | Kitt Peak     | Spacewatch          | —         | MPC                           |
| 351541     | 2005 SC263 | 23 set 2005 | Kitt Peak     | Spacewatch          | —         | MPC                           |
| 351542     | 2005 TY6   | 1 out 2005  | Catalina      | CSS                 | —         | MPC                           |
| 351543     | 2005 TP10  | 2 out 2005  | Palomar       | NEAT                | —         | MPC                           |
| 351544     | 2005 TD13  | 2 out 2005  | Mount Lemmon  | Mount Lemmon Survey | —         | MPC                           |
| 351545     | 2005 TE15  | 4 out 2005  | Palomar       | NEAT                | —         | MPC                           |
| 351546     | 2005 TA29  | 2 out 2005  | Anderson Mesa | LONEOS              | —         | MPC                           |
| 351547     | 2005 TF36  | 1 out 2005  | Kitt Peak     | Spacewatch          | —         | MPC                           |
| 351548     | 2005 TN72  | 5 out 2005  | Catalina      | CSS                 | —         | MPC                           |
| 351549     | 2005 TJ73  | 6 out 2005  | Catalina      | CSS                 | —         | MPC                           |
| 351550     | 2005 TX73  | 7 out 2005  | Anderson Mesa | LONEOS              | —         | MPC                           |
| 351551     | 2005 TY97  | 6 out 2005  | Mount Lemmon  | Mount Lemmon Survey | —         | MPC                           |
| 351552     | 2005 TK100 | 26 set 2005 | Kitt Peak     | Spacewatch          | —         | MPC                           |
| 351553     | 2005 TB113 | 7 out 2005  | Kitt Peak     | Spacewatch          | —         | MPC                           |
| 351554     | 2005 TT132 | 7 mar 2003  | Kitt Peak     | Spacewatch          | Eos       | MPC                           |
| 351555     | 2005 TK134 | 10 out 2005 | Catalina      | CSS                 | —         | MPC                           |
| 351556     | 2005 TW146 | 8 out 2005  | Kitt Peak     | Spacewatch          | —         | MPC                           |
| 351557     | 2005 TN148 | 8 out 2005  | Kitt Peak     | Spacewatch          | —         | MPC                           |
| 351558     | 2005 TO177 | 4 out 2005  | Palomar       | NEAT                | —         | MPC                           |
| 351559     | 2005 TA193 | 11 out 2005 | Apache Point  | A. C. Becker        | —         | MPC                           |
| 351560     | 2005 TJ194 | 1 out 2005  | Kitt Peak     | Spacewatch          | —         | MPC                           |
| 351561     | 2005 UR23  | 23 out 2005 | Kitt Peak     | Spacewatch          | —         | MPC                           |
| 351562     | 2005 UY53  | 23 out 2005 | Catalina      | CSS                 | —         | MPC                           |
| 351563     | 2005 UU60  | 25 out 2005 | Mount Lemmon  | Mount Lemmon Survey | —         | MPC                           |
| 351564     | 2005 UJ143 | 25 out 2005 | Mount Lemmon  | Mount Lemmon Survey | —         | MPC                           |
| 351565     | 2005 UD157 | 27 out 2005 | Mount Lemmon  | Mount Lemmon Survey | —         | MPC                           |
| 351566     | 2005 UU164 | 24 out 2005 | Kitt Peak     | Spacewatch          | —         | MPC                           |
| 351567     | 2005 UR178 | 24 out 2005 | Kitt Peak     | Spacewatch          | —         | MPC                           |
| 351568     | 2005 UN180 | 24 out 2005 | Kitt Peak     | Spacewatch          | —         | MPC                           |
| 351569     | 2005 UU221 | 25 out 2005 | Kitt Peak     | Spacewatch          | —         | MPC                           |
| 351570     | 2005 UQ240 | 25 out 2005 | Kitt Peak     | Spacewatch          | —         | MPC                           |
| 351571     | 2005 UA244 | 25 out 2005 | Kitt Peak     | Spacewatch          | —         | MPC                           |
| 351572     | 2005 UH246 | 27 out 2005 | Kitt Peak     | Spacewatch          | —         | MPC                           |
| 351573     | 2005 UF251 | 23 out 2005 | Catalina      | CSS                 | —         | MPC                           |
| 351574     | 2005 UU271 | 28 out 2005 | Kitt Peak     | Spacewatch          | —         | MPC                           |
| 351575     | 2005 UB280 | 24 out 2005 | Kitt Peak     | Spacewatch          | —         | MPC                           |
| 351576     | 2005 UE283 | 26 out 2005 | Kitt Peak     | Spacewatch          | —         | MPC                           |
| 351577     | 2005 UO290 | 26 out 2005 | Kitt Peak     | Spacewatch          | —         | MPC                           |
| 351578     | 2005 UB317 | 27 out 2005 | Mount Lemmon  | Mount Lemmon Survey | —         | MPC                           |
| 351579     | 2005 UF326 | 29 out 2005 | Mount Lemmon  | Mount Lemmon Survey | —         | MPC                           |
| 351580     | 2005 UY352 | 29 out 2005 | Catalina      | CSS                 | —         | MPC                           |
| 351581     | 2005 UR358 | 24 out 2005 | Kitt Peak     | Spacewatch          | —         | MPC                           |
| 351582     | 2005 UC364 | 27 out 2005 | Kitt Peak     | Spacewatch          | —         | MPC                           |
| 351583     | 2005 UQ428 | 28 out 2005 | Kitt Peak     | Spacewatch          | —         | MPC                           |
| 351584     | 2005 UQ438 | 28 out 2005 | Socorro       | LINEAR              | —         | MPC                           |
| 351585     | 2005 UL455 | 29 out 2005 | Catalina      | CSS                 | —         | MPC                           |
| 351586     | 2005 UT456 | 30 out 2005 | Palomar       | NEAT                | —         | MPC                           |
| 351587     | 2005 UJ457 | 31 out 2005 | Catalina      | CSS                 | —         | MPC                           |
| 351588     | 2005 UA481 | 25 out 2005 | Socorro       | LINEAR              | —         | MPC                           |
| 351589     | 2005 UT485 | 22 out 2005 | Palomar       | NEAT                | —         | MPC                           |
| 351590     | 2005 UF488 | 23 out 2005 | Catalina      | CSS                 | —         | MPC                           |
| 351591     | 2005 UH496 | 26 out 2005 | Palomar       | NEAT                | —         | MPC                           |
| 351592     | 2005 UA510 | 23 out 2005 | Catalina      | CSS                 | —         | MPC                           |
| 351593     | 2005 UT511 | 28 out 2005 | Kitt Peak     | Spacewatch          | —         | MPC                           |
| 351594     | 2005 UR513 | 22 out 2005 | Kitt Peak     | Spacewatch          | —         | MPC                           |
| 351595     | 2005 UW514 | 20 out 2005 | Apache Point  | A. C. Becker        | —         | MPC                           |
| 351596     | 2005 US524 | 26 out 2005 | Kitt Peak     | Spacewatch          | —         | MPC                           |
| 351597     | 2005 UW524 | 31 out 2005 | Catalina      | CSS                 | —         | MPC                           |
| 351598     | 2005 UO527 | 25 out 2005 | Catalina      | CSS                 | —         | MPC                           |
| 351599     | 2005 VK16  | 3 nov 2005  | Socorro       | LINEAR              | —         | MPC                           |
| 351600     | 2005 VT32  | 4 nov 2005  | Kitt Peak     | Spacewatch          | —         | MPC                           |

## 351601–351700
| Designação | Designação | Descoberta  | Descoberta    | Descobridor(es)     | Categoria | Mais informações / Referência |
| Permanente | Provisória | Data        | Local         | Descobridor(es)     | Categoria | Mais informações / Referência |
| ---------- | ---------- | ----------- | ------------- | ------------------- | --------- | ----------------------------- |
| 351601     | 2005 VX82  | 3 nov 2005  | Mount Lemmon  | Mount Lemmon Survey | —         | MPC                           |
| 351602     | 2005 VU87  | 6 nov 2005  | Kitt Peak     | Spacewatch          | —         | MPC                           |
| 351603     | 2005 VH102 | 1 nov 2005  | Anderson Mesa | LONEOS              | —         | MPC                           |
| 351604     | 2005 VL112 | 8 nov 2005  | Socorro       | LINEAR              | —         | MPC                           |
| 351605     | 2005 VP113 | 10 nov 2005 | Kitt Peak     | Spacewatch          | —         | MPC                           |
| 351606     | 2005 VG114 | 10 nov 2005 | Mount Lemmon  | Mount Lemmon Survey | —         | MPC                           |
| 351607     | 2005 VF119 | 4 nov 2005  | Mount Lemmon  | Mount Lemmon Survey | —         | MPC                           |
| 351608     | 2005 VZ124 | 7 nov 2005  | Mauna Kea     | Mauna Kea Obs.      | —         | MPC                           |
| 351609     | 2005 VO127 | 30 set 2005 | Kitt Peak     | Spacewatch          | —         | MPC                           |
| 351610     | 2005 VS130 | 1 nov 2005  | Apache Point  | A. C. Becker        | —         | MPC                           |
| 351611     | 2005 VG133 | 1 nov 2005  | Apache Point  | A. C. Becker        | —         | MPC                           |
| 351612     | 2005 VS133 | 1 nov 2005  | Apache Point  | A. C. Becker        | —         | MPC                           |
| 351613     | 2005 WR11  | 22 nov 2005 | Kitt Peak     | Spacewatch          | —         | MPC                           |
| 351614     | 2005 WL51  | 25 nov 2005 | Kitt Peak     | Spacewatch          | —         | MPC                           |
| 351615     | 2005 WU55  | 26 nov 2005 | Mount Lemmon  | Mount Lemmon Survey | —         | MPC                           |
| 351616     | 2005 WQ98  | 28 nov 2005 | Socorro       | LINEAR              | —         | MPC                           |
| 351617     | 2005 WT103 | 28 nov 2005 | Socorro       | LINEAR              | —         | MPC                           |
| 351618     | 2005 WQ104 | 28 nov 2005 | Catalina      | CSS                 | —         | MPC                           |
| 351619     | 2005 WA139 | 26 nov 2005 | Mount Lemmon  | Mount Lemmon Survey | —         | MPC                           |
| 351620     | 2005 WC160 | 30 nov 2005 | Mount Lemmon  | Mount Lemmon Survey | —         | MPC                           |
| 351621     | 2005 WA174 | 30 nov 2005 | Socorro       | LINEAR              | —         | MPC                           |
| 351622     | 2005 WF179 | 21 nov 2005 | Anderson Mesa | LONEOS              | —         | MPC                           |
| 351623     | 2005 WU193 | 28 nov 2005 | Catalina      | CSS                 | —         | MPC                           |
| 351624     | 2005 WL195 | 25 nov 2005 | Catalina      | CSS                 | —         | MPC                           |
| 351625     | 2005 WE204 | 26 nov 2005 | Mount Lemmon  | Mount Lemmon Survey | —         | MPC                           |
| 351626     | 2005 WK204 | 30 nov 2005 | Mount Lemmon  | Mount Lemmon Survey | —         | MPC                           |
| 351627     | 2005 XW7   | 1 dez 2005  | Kitt Peak     | Spacewatch          | —         | MPC                           |
| 351628     | 2005 XO26  | 4 dez 2005  | Mount Lemmon  | Mount Lemmon Survey | —         | MPC                           |
| 351629     | 2005 XG37  | 4 dez 2005  | Kitt Peak     | Spacewatch          | —         | MPC                           |
| 351630     | 2005 XQ64  | 7 dez 2005  | Socorro       | LINEAR              | —         | MPC                           |
| 351631     | 2005 XQ71  | 6 dez 2005  | Kitt Peak     | Spacewatch          | —         | MPC                           |
| 351632     | 2005 XO86  | 8 dez 2005  | Kitt Peak     | Spacewatch          | —         | MPC                           |
| 351633     | 2005 YT5   | 21 dez 2005 | Kitt Peak     | Spacewatch          | —         | MPC                           |
| 351634     | 2005 YH16  | 22 dez 2005 | Kitt Peak     | Spacewatch          | —         | MPC                           |
| 351635     | 2005 YT22  | 24 dez 2005 | Kitt Peak     | Spacewatch          | —         | MPC                           |
| 351636     | 2005 YQ23  | 24 dez 2005 | Kitt Peak     | Spacewatch          | —         | MPC                           |
| 351637     | 2005 YG34  | 24 dez 2005 | Kitt Peak     | Spacewatch          | —         | MPC                           |
| 351638     | 2005 YF45  | 25 dez 2005 | Kitt Peak     | Spacewatch          | —         | MPC                           |
| 351639     | 2005 YA53  | 22 dez 2005 | Kitt Peak     | Spacewatch          | —         | MPC                           |
| 351640     | 2005 YL57  | 24 dez 2005 | Kitt Peak     | Spacewatch          | —         | MPC                           |
| 351641     | 2005 YY69  | 1 abr 2003  | Apache Point  | SDSS                | —         | MPC                           |
| 351642     | 2005 YK70  | 26 dez 2005 | Kitt Peak     | Spacewatch          | —         | MPC                           |
| 351643     | 2005 YM78  | 24 dez 2005 | Kitt Peak     | Spacewatch          | —         | MPC                           |
| 351644     | 2005 YS78  | 24 dez 2005 | Kitt Peak     | Spacewatch          | —         | MPC                           |
| 351645     | 2005 YP80  | 24 dez 2005 | Kitt Peak     | Spacewatch          | —         | MPC                           |
| 351646     | 2005 YD91  | 26 dez 2005 | Mount Lemmon  | Mount Lemmon Survey | —         | MPC                           |
| 351647     | 2005 YO106 | 25 dez 2005 | Kitt Peak     | Spacewatch          | —         | MPC                           |
| 351648     | 2005 YO115 | 25 dez 2005 | Kitt Peak     | Spacewatch          | —         | MPC                           |
| 351649     | 2005 YY123 | 25 dez 2005 | Kitt Peak     | Spacewatch          | —         | MPC                           |
| 351650     | 2005 YG127 | 28 dez 2005 | Kitt Peak     | Spacewatch          | —         | MPC                           |
| 351651     | 2005 YJ130 | 24 dez 2005 | Kitt Peak     | Spacewatch          | —         | MPC                           |
| 351652     | 2005 YA131 | 25 dez 2005 | Mount Lemmon  | Mount Lemmon Survey | —         | MPC                           |
| 351653     | 2005 YL151 | 25 dez 2005 | Kitt Peak     | Spacewatch          | —         | MPC                           |
| 351654     | 2005 YT155 | 25 dez 2005 | Catalina      | CSS                 | —         | MPC                           |
| 351655     | 2005 YA161 | 27 dez 2005 | Kitt Peak     | Spacewatch          | —         | MPC                           |
| 351656     | 2005 YF166 | 26 dez 2005 | Mount Lemmon  | Mount Lemmon Survey | —         | MPC                           |
| 351657     | 2005 YZ168 | 30 dez 2005 | Kitt Peak     | Spacewatch          | —         | MPC                           |
| 351658     | 2005 YU192 | 30 dez 2005 | Kitt Peak     | Spacewatch          | —         | MPC                           |
| 351659     | 2005 YF193 | 30 dez 2005 | Kitt Peak     | Spacewatch          | —         | MPC                           |
| 351660     | 2005 YJ205 | 26 dez 2005 | Mount Lemmon  | Mount Lemmon Survey | —         | MPC                           |
| 351661     | 2005 YW205 | 27 dez 2005 | Kitt Peak     | Spacewatch          | —         | MPC                           |
| 351662     | 2005 YC246 | 30 dez 2005 | Kitt Peak     | Spacewatch          | —         | MPC                           |
| 351663     | 2005 YH249 | 28 dez 2005 | Kitt Peak     | Spacewatch          | —         | MPC                           |
| 351664     | 2006 AP2   | 5 jan 2006  | Mayhill       | A. Lowe             | —         | MPC                           |
| 351665     | 2006 AA12  | 4 jan 2006  | Kitt Peak     | Spacewatch          | —         | MPC                           |
| 351666     | 2006 AE23  | 4 jan 2006  | Kitt Peak     | Spacewatch          | —         | MPC                           |
| 351667     | 2006 AD32  | 5 jan 2006  | Socorro       | LINEAR              | —         | MPC                           |
| 351668     | 2006 AG37  | 4 jan 2006  | Kitt Peak     | Spacewatch          | —         | MPC                           |
| 351669     | 2006 AZ39  | 7 jan 2006  | Mount Lemmon  | Mount Lemmon Survey | —         | MPC                           |
| 351670     | 2006 AZ42  | 6 jan 2006  | Kitt Peak     | Spacewatch          | —         | MPC                           |
| 351671     | 2006 AB49  | 5 jan 2006  | Kitt Peak     | Spacewatch          | —         | MPC                           |
| 351672     | 2006 AQ50  | 5 jan 2006  | Kitt Peak     | Spacewatch          | —         | MPC                           |
| 351673     | 2006 AL64  | 7 jan 2006  | Mount Lemmon  | Mount Lemmon Survey | —         | MPC                           |
| 351674     | 2006 AY64  | 8 jan 2006  | Kitt Peak     | Spacewatch          | —         | MPC                           |
| 351675     | 2006 AA66  | 8 jan 2006  | Mount Lemmon  | Mount Lemmon Survey | —         | MPC                           |
| 351676     | 2006 AX72  | 7 jan 2006  | Kitt Peak     | Spacewatch          | —         | MPC                           |
| 351677     | 2006 AM78  | 11 jan 2006 | Wrightwood    | J. W. Young         | —         | MPC                           |
| 351678     | 2006 AB89  | 5 jan 2006  | Mount Lemmon  | Mount Lemmon Survey | —         | MPC                           |
| 351679     | 2006 BK20  | 22 jan 2006 | Mount Lemmon  | Mount Lemmon Survey | —         | MPC                           |
| 351680     | 2006 BL21  | 5 jan 2006  | Mount Lemmon  | Mount Lemmon Survey | —         | MPC                           |
| 351681     | 2006 BG27  | 20 jan 2006 | Catalina      | CSS                 | —         | MPC                           |
| 351682     | 2006 BH30  | 20 jan 2006 | Kitt Peak     | Spacewatch          | —         | MPC                           |
| 351683     | 2006 BQ32  | 21 jan 2006 | Kitt Peak     | Spacewatch          | —         | MPC                           |
| 351684     | 2006 BK33  | 21 jan 2006 | Kitt Peak     | Spacewatch          | —         | MPC                           |
| 351685     | 2006 BL36  | 23 jan 2006 | Kitt Peak     | Spacewatch          | —         | MPC                           |
| 351686     | 2006 BJ38  | 23 jan 2006 | Kitt Peak     | Spacewatch          | —         | MPC                           |
| 351687     | 2006 BL46  | 23 jan 2006 | Mount Lemmon  | Mount Lemmon Survey | Mitidika  | MPC                           |
| 351688     | 2006 BQ46  | 23 jan 2006 | Mount Lemmon  | Mount Lemmon Survey | —         | MPC                           |
| 351689     | 2006 BV58  | 23 jan 2006 | Kitt Peak     | Spacewatch          | —         | MPC                           |
| 351690     | 2006 BA59  | 23 jan 2006 | Mount Lemmon  | Mount Lemmon Survey | —         | MPC                           |
| 351691     | 2006 BL67  | 23 jan 2006 | Kitt Peak     | Spacewatch          | —         | MPC                           |
| 351692     | 2006 BL82  | 23 jan 2006 | Mount Lemmon  | Mount Lemmon Survey | —         | MPC                           |
| 351693     | 2006 BC85  | 25 jan 2006 | Kitt Peak     | Spacewatch          | Mitidika  | MPC                           |
| 351694     | 2006 BK85  | 25 jan 2006 | Kitt Peak     | Spacewatch          | —         | MPC                           |
| 351695     | 2006 BE86  | 25 jan 2006 | Kitt Peak     | Spacewatch          | —         | MPC                           |
| 351696     | 2006 BM134 | 27 jan 2006 | Mount Lemmon  | Mount Lemmon Survey | —         | MPC                           |
| 351697     | 2006 BT134 | 27 jan 2006 | Mount Lemmon  | Mount Lemmon Survey | —         | MPC                           |
| 351698     | 2006 BG140 | 21 jan 2006 | Mount Lemmon  | Mount Lemmon Survey | —         | MPC                           |
| 351699     | 2006 BB141 | 23 jan 2006 | Mount Lemmon  | Mount Lemmon Survey | —         | MPC                           |
| 351700     | 2006 BT155 | 25 jan 2006 | Kitt Peak     | Spacewatch          | —         | MPC                           |

## 351701–351800
| Designação    | Designação | Descoberta  | Descoberta    | Descobridor(es)         | Categoria | Mais informações / Referência |
| Permanente    | Provisória | Data        | Local         | Descobridor(es)         | Categoria | Mais informações / Referência |
| ------------- | ---------- | ----------- | ------------- | ----------------------- | --------- | ----------------------------- |
| 351701        | 2006 BU156 | 25 jan 2006 | Kitt Peak     | Spacewatch              | —         | MPC                           |
| 351702        | 2006 BG160 | 26 jan 2006 | Kitt Peak     | Spacewatch              | —         | MPC                           |
| 351703        | 2006 BS162 | 26 jan 2006 | Mount Lemmon  | Mount Lemmon Survey     | Juno      | MPC                           |
| 351704        | 2006 BV164 | 26 jan 2006 | Kitt Peak     | Spacewatch              | Mitidika  | MPC                           |
| 351705        | 2006 BE190 | 28 jan 2006 | Kitt Peak     | Spacewatch              | —         | MPC                           |
| 351706        | 2006 BS193 | 30 jan 2006 | Kitt Peak     | Spacewatch              | —         | MPC                           |
| 351707        | 2006 BB215 | 24 jan 2006 | Anderson Mesa | LONEOS                  | —         | MPC                           |
| 351708        | 2006 BJ218 | 27 jan 2006 | Mount Lemmon  | Mount Lemmon Survey     | —         | MPC                           |
| 351709        | 2006 BM218 | 27 jan 2006 | Mount Lemmon  | Mount Lemmon Survey     | —         | MPC                           |
| 351710        | 2006 BF222 | 30 jan 2006 | Kitt Peak     | Spacewatch              | Mitidika  | MPC                           |
| 351711        | 2006 BY222 | 30 jan 2006 | Kitt Peak     | Spacewatch              | —         | MPC                           |
| 351712        | 2006 BE224 | 30 jan 2006 | Kitt Peak     | Spacewatch              | Juno      | MPC                           |
| 351713        | 2006 BC226 | 30 jan 2006 | Kitt Peak     | Spacewatch              | —         | MPC                           |
| 351714        | 2006 BT226 | 30 jan 2006 | Catalina      | CSS                     | —         | MPC                           |
| 351715        | 2006 BC230 | 31 jan 2006 | Kitt Peak     | Spacewatch              | —         | MPC                           |
| 351716        | 2006 BM242 | 31 jan 2006 | Kitt Peak     | Spacewatch              | —         | MPC                           |
| 351717        | 2006 BC245 | 31 jan 2006 | Kitt Peak     | Spacewatch              | —         | MPC                           |
| 351718        | 2006 BA249 | 31 jan 2006 | Kitt Peak     | Spacewatch              | —         | MPC                           |
| 351719        | 2006 BG260 | 31 jan 2006 | Kitt Peak     | Spacewatch              | —         | MPC                           |
| 351720        | 2006 BY261 | 31 jan 2006 | Kitt Peak     | Spacewatch              | —         | MPC                           |
| 351721        | 2006 BR264 | 31 jan 2006 | Kitt Peak     | Spacewatch              | Mitidika  | MPC                           |
| 351722        | 2006 BV268 | 8 ago 2004  | Palomar       | NEAT                    | —         | MPC                           |
| 351723        | 2006 BS274 | 23 jan 2006 | Kitt Peak     | Spacewatch              | —         | MPC                           |
| 351724        | 2006 BB276 | 30 jan 2006 | Kitt Peak     | Spacewatch              | Mitidika  | MPC                           |
| 351725        | 2006 BE281 | 30 jan 2006 | Kitt Peak     | Spacewatch              | —         | MPC                           |
| 351726        | 2006 CV5   | 1 fev 2006  | Mount Lemmon  | Mount Lemmon Survey     | —         | MPC                           |
| 351727        | 2006 CF25  | 2 fev 2006  | Kitt Peak     | Spacewatch              | —         | MPC                           |
| 351728        | 2006 CH37  | 2 fev 2006  | Mount Lemmon  | Mount Lemmon Survey     | —         | MPC                           |
| 351729        | 2006 CC40  | 2 fev 2006  | Mount Lemmon  | Mount Lemmon Survey     | —         | MPC                           |
| 351730        | 2006 CV45  | 3 fev 2006  | Kitt Peak     | Spacewatch              | —         | MPC                           |
| 351731        | 2006 CN49  | 3 fev 2006  | Socorro       | LINEAR                  | —         | MPC                           |
| 351732        | 2006 CL61  | 2 fev 2006  | Catalina      | CSS                     | —         | MPC                           |
| 351733        | 2006 CP67  | 1 fev 2006  | Kitt Peak     | Spacewatch              | Pallas    | MPC                           |
| 351734        | 2006 DT3   | 20 fev 2006 | Catalina      | CSS                     | Chloris   | MPC                           |
| 351735        | 2006 DW5   | 20 fev 2006 | Catalina      | CSS                     | —         | MPC                           |
| 351736        | 2006 DC10  | 21 fev 2006 | Catalina      | CSS                     | —         | MPC                           |
| 351737        | 2006 DL10  | 20 fev 2006 | Kitt Peak     | Spacewatch              | —         | MPC                           |
| 351738        | 2006 DD23  | 5 mai 2003  | Kitt Peak     | Spacewatch              | —         | MPC                           |
| 351739        | 2006 DY42  | 20 fev 2006 | Kitt Peak     | Spacewatch              | Mitidika  | MPC                           |
| 351740        | 2006 DH51  | 24 fev 2006 | Kitt Peak     | Spacewatch              | —         | MPC                           |
| 351741        | 2006 DO51  | 24 fev 2006 | Kitt Peak     | Spacewatch              | —         | MPC                           |
| 351742        | 2006 DD68  | 24 fev 2006 | Catalina      | CSS                     | —         | MPC                           |
| 351743        | 2006 DB74  | 23 fev 2006 | Kitt Peak     | Spacewatch              | —         | MPC                           |
| 351744        | 2006 DK84  | 24 fev 2006 | Kitt Peak     | Spacewatch              | —         | MPC                           |
| 351745        | 2006 DV107 | 25 fev 2006 | Kitt Peak     | Spacewatch              | —         | MPC                           |
| 351746        | 2006 DV108 | 25 fev 2006 | Kitt Peak     | Spacewatch              | —         | MPC                           |
| 351747        | 2006 DH112 | 27 fev 2006 | Mount Lemmon  | Mount Lemmon Survey     | —         | MPC                           |
| 351748        | 2006 DL116 | 27 fev 2006 | Kitt Peak     | Spacewatch              | —         | MPC                           |
| 351749        | 2006 DS120 | 22 fev 2006 | Anderson Mesa | LONEOS                  | —         | MPC                           |
| 351750        | 2006 DH125 | 25 fev 2006 | Kitt Peak     | Spacewatch              | —         | MPC                           |
| 351751        | 2006 DU126 | 25 fev 2006 | Kitt Peak     | Spacewatch              | —         | MPC                           |
| 351752        | 2006 DR132 | 25 fev 2006 | Kitt Peak     | Spacewatch              | —         | MPC                           |
| 351753        | 2006 DO146 | 25 fev 2006 | Kitt Peak     | Spacewatch              | —         | MPC                           |
| 351754        | 2006 DH149 | 25 fev 2006 | Kitt Peak     | Spacewatch              | —         | MPC                           |
| 351755        | 2006 DZ156 | 27 fev 2006 | Kitt Peak     | Spacewatch              | —         | MPC                           |
| 351756        | 2006 DT159 | 27 fev 2006 | Kitt Peak     | Spacewatch              | Mitidika  | MPC                           |
| 351757        | 2006 DR165 | 27 fev 2006 | Kitt Peak     | Spacewatch              | —         | MPC                           |
| 351758        | 2006 DP178 | 27 fev 2006 | Mount Lemmon  | Mount Lemmon Survey     | —         | MPC                           |
| 351759        | 2006 DY187 | 27 fev 2006 | Kitt Peak     | Spacewatch              | —         | MPC                           |
| 351760        | 2006 DN195 | 20 fev 2006 | Kitt Peak     | Spacewatch              | —         | MPC                           |
| 351761        | 2006 DM196 | 23 fev 2006 | Anderson Mesa | LONEOS                  | —         | MPC                           |
| 351762        | 2006 DB202 | 23 jan 2006 | Kitt Peak     | Spacewatch              | —         | MPC                           |
| 351763        | 2006 DS208 | 25 fev 2006 | Kitt Peak     | Spacewatch              | —         | MPC                           |
| 351764        | 2006 DJ211 | 24 fev 2006 | Kitt Peak     | Spacewatch              | —         | MPC                           |
| 351765        | 2006 DN211 | 24 fev 2006 | Mount Lemmon  | Mount Lemmon Survey     | —         | MPC                           |
| 351766        | 2006 EM3   | 2 mar 2006  | Kitt Peak     | Spacewatch              | —         | MPC                           |
| 351767        | 2006 EK5   | 2 mar 2006  | Kitt Peak     | Spacewatch              | —         | MPC                           |
| 351768        | 2006 EA21  | 3 mar 2006  | Kitt Peak     | Spacewatch              | —         | MPC                           |
| 351769        | 2006 EF52  | 4 mar 2006  | Kitt Peak     | Spacewatch              | —         | MPC                           |
| 351770        | 2006 ER55  | 5 mar 2006  | Kitt Peak     | Spacewatch              | —         | MPC                           |
| 351771        | 2006 EX55  | 5 mar 2006  | Kitt Peak     | Spacewatch              | —         | MPC                           |
| 351772        | 2006 EC69  | 2 mar 2006  | Kitt Peak     | M. W. Buie              | Mitidika  | MPC                           |
| 351773        | 2006 FV13  | 23 mar 2006 | Kitt Peak     | Spacewatch              | —         | MPC                           |
| 351774        | 2006 FE41  | 26 mar 2006 | Mount Lemmon  | Mount Lemmon Survey     | Mitidika  | MPC                           |
| 351775        | 2006 GW7   | 2 abr 2006  | Kitt Peak     | Spacewatch              | —         | MPC                           |
| 351776        | 2006 GH24  | 2 abr 2006  | Kitt Peak     | Spacewatch              | —         | MPC                           |
| 351777        | 2006 GK29  | 2 abr 2006  | Kitt Peak     | Spacewatch              | —         | MPC                           |
| 351778        | 2006 GQ44  | 2 abr 2006  | Mount Lemmon  | Mount Lemmon Survey     | —         | MPC                           |
| 351779        | 2006 GH46  | 8 abr 2006  | Kitt Peak     | Spacewatch              | —         | MPC                           |
| 351780        | 2006 HN    | 18 abr 2006 | Kitt Peak     | Spacewatch              | —         | MPC                           |
| 351781        | 2006 HW    | 18 abr 2006 | Kitt Peak     | Spacewatch              | —         | MPC                           |
| 351782        | 2006 HX    | 18 abr 2006 | Kitt Peak     | Spacewatch              | —         | MPC                           |
| 351783        | 2006 HU1   | 18 abr 2006 | Palomar       | NEAT                    | —         | MPC                           |
| 351784        | 2006 HZ11  | 19 abr 2006 | Kitt Peak     | Spacewatch              | —         | MPC                           |
| 351785 Reguly | 2006 HL18  | 21 abr 2006 | Piszkéstető   | K. Sárneczky            | —         | MPC                           |
| 351786        | 2006 HT27  | 20 abr 2006 | Kitt Peak     | Spacewatch              | —         | MPC                           |
| 351787        | 2006 HP31  | 18 abr 2006 | Palomar       | NEAT                    | —         | MPC                           |
| 351788        | 2006 HB34  | 25 mar 2006 | Kitt Peak     | Spacewatch              | —         | MPC                           |
| 351789        | 2006 HB43  | 24 abr 2006 | Mount Lemmon  | Mount Lemmon Survey     | Mitidika  | MPC                           |
| 351790        | 2006 HW46  | 20 abr 2006 | Kitt Peak     | Spacewatch              | —         | MPC                           |
| 351791        | 2006 HB52  | 24 abr 2006 | Nyukasa       | A. Nakanishi, F. Futaba | —         | MPC                           |
| 351792        | 2006 HP53  | 19 abr 2006 | Catalina      | CSS                     | —         | MPC                           |
| 351793        | 2006 HP72  | 25 abr 2006 | Kitt Peak     | Spacewatch              | —         | MPC                           |
| 351794        | 2006 HH74  | 25 abr 2006 | Kitt Peak     | Spacewatch              | —         | MPC                           |
| 351795        | 2006 HH84  | 26 abr 2006 | Kitt Peak     | Spacewatch              | —         | MPC                           |
| 351796        | 2006 HT144 | 27 abr 2006 | Cerro Tololo  | M. W. Buie              | —         | MPC                           |
| 351797        | 2006 JV23  | 3 mai 2006  | Mount Lemmon  | Mount Lemmon Survey     | —         | MPC                           |
| 351798        | 2006 JZ42  | 2 mai 2006  | Mount Lemmon  | Mount Lemmon Survey     | —         | MPC                           |
| 351799        | 2006 JT45  | 8 mai 2006  | Mount Lemmon  | Mount Lemmon Survey     | —         | MPC                           |
| 351800        | 2006 JG56  | 18 abr 2006 | Catalina      | CSS                     | —         | MPC                           |

## 351801–351900
| Designação | Designação | Descoberta  | Descoberta    | Descobridor(es)     | Categoria | Mais informações / Referência |
| Permanente | Provisória | Data        | Local         | Descobridor(es)     | Categoria | Mais informações / Referência |
| ---------- | ---------- | ----------- | ------------- | ------------------- | --------- | ----------------------------- |
| 351801     | 2006 KW23  | 6 abr 2006  | Siding Spring | SSS                 | —         | MPC                           |
| 351802     | 2006 KG29  | 20 mai 2006 | Kitt Peak     | Spacewatch          | —         | MPC                           |
| 351803     | 2006 KG45  | 21 mai 2006 | Kitt Peak     | Spacewatch          | —         | MPC                           |
| 351804     | 2006 KD46  | 21 mai 2006 | Mount Lemmon  | Mount Lemmon Survey | —         | MPC                           |
| 351805     | 2006 KF57  | 22 mai 2006 | Kitt Peak     | Spacewatch          | —         | MPC                           |
| 351806     | 2006 KP68  | 20 mai 2006 | Mount Lemmon  | Mount Lemmon Survey | —         | MPC                           |
| 351807     | 2006 KH74  | 23 mai 2006 | Kitt Peak     | Spacewatch          | —         | MPC                           |
| 351808     | 2006 KU86  | 27 mai 2006 | Siding Spring | SSS                 | —         | MPC                           |
| 351809     | 2006 KN96  | 25 mai 2006 | Kitt Peak     | Spacewatch          | —         | MPC                           |
| 351810     | 2006 KD141 | 24 mai 2006 | Palomar       | NEAT                | Mitidika  | MPC                           |
| 351811     | 2006 LM4   | 11 jun 2006 | Palomar       | NEAT                | —         | MPC                           |
| 351812     | 2006 LZ7   | 7 jun 2006  | Siding Spring | SSS                 | —         | MPC                           |
| 351813     | 2006 MW12  | 19 jun 2006 | Socorro       | LINEAR              | Pallas    | MPC                           |
| 351814     | 2006 OK7   | 18 jul 2006 | Mount Lemmon  | Mount Lemmon Survey | —         | MPC                           |
| 351815     | 2006 OF15  | 30 jul 2006 | Siding Spring | SSS                 | —         | MPC                           |
| 351816     | 2006 OZ21  | 21 jul 2006 | Mount Lemmon  | Mount Lemmon Survey | —         | MPC                           |
| 351817     | 2006 PC7   | 12 ago 2006 | Palomar       | NEAT                | —         | MPC                           |
| 351818     | 2006 PP7   | 12 ago 2006 | Palomar       | NEAT                | —         | MPC                           |
| 351819     | 2006 PH12  | 13 ago 2006 | Palomar       | NEAT                | —         | MPC                           |
| 351820     | 2006 PK12  | 13 ago 2006 | Palomar       | NEAT                | —         | MPC                           |
| 351821     | 2006 PR19  | 13 ago 2006 | Palomar       | NEAT                | —         | MPC                           |
| 351822     | 2006 PG25  | 13 ago 2006 | Palomar       | NEAT                | —         | MPC                           |
| 351823     | 2006 PB32  | 15 ago 2006 | Palomar       | NEAT                | —         | MPC                           |
| 351824     | 2006 PG32  | 15 ago 2006 | Palomar       | NEAT                | —         | MPC                           |
| 351825     | 2006 PS32  | 15 ago 2006 | Siding Spring | SSS                 | —         | MPC                           |
| 351826     | 2006 PF40  | 14 ago 2006 | Palomar       | NEAT                | —         | MPC                           |
| 351827     | 2006 QQ26  | 19 ago 2006 | Kitt Peak     | Spacewatch          | —         | MPC                           |
| 351828     | 2006 QX30  | 21 ago 2006 | Socorro       | LINEAR              | —         | MPC                           |
| 351829     | 2006 QY40  | 17 ago 2006 | Palomar       | NEAT                | —         | MPC                           |
| 351830     | 2006 QY45  | 19 ago 2006 | Palomar       | NEAT                | —         | MPC                           |
| 351831     | 2006 QN49  | 22 ago 2006 | Palomar       | NEAT                | —         | MPC                           |
| 351832     | 2006 QD51  | 23 ago 2006 | Socorro       | LINEAR              | —         | MPC                           |
| 351833     | 2006 QV71  | 21 ago 2006 | Kitt Peak     | Spacewatch          | —         | MPC                           |
| 351834     | 2006 QC95  | 16 ago 2006 | Palomar       | NEAT                | Eos       | MPC                           |
| 351835     | 2006 QS100 | 25 ago 2006 | Socorro       | LINEAR              | —         | MPC                           |
| 351836     | 2006 QK102 | 19 ago 2006 | Kitt Peak     | Spacewatch          | —         | MPC                           |
| 351837     | 2006 QJ103 | 19 ago 2006 | Kitt Peak     | Spacewatch          | —         | MPC                           |
| 351838     | 2006 QQ103 | 27 ago 2006 | Kitt Peak     | Spacewatch          | —         | MPC                           |
| 351839     | 2006 QV110 | 30 ago 2006 | Mayhill       | A. Lowe             | —         | MPC                           |
| 351840     | 2006 QX117 | 27 ago 2006 | Anderson Mesa | LONEOS              | —         | MPC                           |
| 351841     | 2006 QB120 | 29 ago 2006 | Kitt Peak     | Spacewatch          | —         | MPC                           |
| 351842     | 2006 QF136 | 29 ago 2006 | Anderson Mesa | LONEOS              | —         | MPC                           |
| 351843     | 2006 QQ138 | 16 ago 2006 | Palomar       | NEAT                | —         | MPC                           |
| 351844     | 2006 QF139 | 17 ago 2006 | Palomar       | NEAT                | —         | MPC                           |
| 351845     | 2006 QX158 | 19 ago 2006 | Kitt Peak     | Spacewatch          | —         | MPC                           |
| 351846     | 2006 QN180 | 23 ago 2006 | Cerro Tololo  | M. W. Buie          | —         | MPC                           |
| 351847     | 2006 RZ2   | 14 set 2006 | Eskridge      | Farpoint Obs.       | —         | MPC                           |
| 351848     | 2006 RZ10  | 12 set 2006 | Catalina      | CSS                 | —         | MPC                           |
| 351849     | 2006 RO21  | 15 set 2006 | Kitt Peak     | Spacewatch          | —         | MPC                           |
| 351850     | 2006 RM22  | 11 set 2006 | Catalina      | CSS                 | —         | MPC                           |
| 351851     | 2006 RP23  | 13 set 2006 | Palomar       | NEAT                | —         | MPC                           |
| 351852     | 2006 RC29  | 15 set 2006 | Kitt Peak     | Spacewatch          | —         | MPC                           |
| 351853     | 2006 RD29  | 15 set 2006 | Kitt Peak     | Spacewatch          | —         | MPC                           |
| 351854     | 2006 RR31  | 15 set 2006 | Kitt Peak     | Spacewatch          | —         | MPC                           |
| 351855     | 2006 RA34  | 12 set 2006 | Catalina      | CSS                 | —         | MPC                           |
| 351856     | 2006 RS41  | 14 set 2006 | Kitt Peak     | Spacewatch          | —         | MPC                           |
| 351857     | 2006 RP75  | 15 set 2006 | Kitt Peak     | Spacewatch          | —         | MPC                           |
| 351858     | 2006 RO97  | 15 set 2006 | Kitt Peak     | Spacewatch          | —         | MPC                           |
| 351859     | 2006 RT104 | 14 set 2006 | Jarnac        | Jarnac Obs.         | —         | MPC                           |
| 351860     | 2006 RC121 | 15 set 2006 | Kitt Peak     | Spacewatch          | —         | MPC                           |
| 351861     | 2006 SX    | 17 set 2006 | Catalina      | CSS                 | —         | MPC                           |
| 351862     | 2006 SZ    | 22 jul 2006 | Mount Lemmon  | Mount Lemmon Survey | —         | MPC                           |
| 351863     | 2006 SZ1   | 16 set 2006 | Catalina      | CSS                 | —         | MPC                           |
| 351864     | 2006 SP2   | 16 set 2006 | Kitt Peak     | Spacewatch          | —         | MPC                           |
| 351865     | 2006 SF24  | 16 set 2006 | Catalina      | CSS                 | —         | MPC                           |
| 351866     | 2006 SA26  | 16 set 2006 | Catalina      | CSS                 | —         | MPC                           |
| 351867     | 2006 SL32  | 17 set 2006 | Kitt Peak     | Spacewatch          | —         | MPC                           |
| 351868     | 2006 SA38  | 18 set 2006 | Kitt Peak     | Spacewatch          | —         | MPC                           |
| 351869     | 2006 ST42  | 18 set 2006 | Catalina      | CSS                 | —         | MPC                           |
| 351870     | 2006 SP50  | 16 set 2006 | Palomar       | NEAT                | Brangane  | MPC                           |
| 351871     | 2006 SH69  | 19 set 2006 | Kitt Peak     | Spacewatch          | —         | MPC                           |
| 351872     | 2006 ST72  | 19 set 2006 | Kitt Peak     | Spacewatch          | —         | MPC                           |
| 351873     | 2006 SS77  | 21 set 2006 | Kanab         | E. E. Sheridan      | —         | MPC                           |
| 351874     | 2006 SB80  | 18 set 2006 | Kitt Peak     | Spacewatch          | —         | MPC                           |
| 351875     | 2006 SK81  | 18 set 2006 | Kitt Peak     | Spacewatch          | —         | MPC                           |
| 351876     | 2006 SO84  | 18 set 2006 | Kitt Peak     | Spacewatch          | —         | MPC                           |
| 351877     | 2006 SP84  | 19 ago 2001 | Cerro Tololo  | M. W. Buie          | Themis    | MPC                           |
| 351878     | 2006 ST93  | 18 set 2006 | Kitt Peak     | Spacewatch          | —         | MPC                           |
| 351879     | 2006 ST111 | 7 mar 2003  | Apache Point  | SDSS                | —         | MPC                           |
| 351880     | 2006 SR130 | 17 set 2006 | Catalina      | CSS                 | —         | MPC                           |
| 351881     | 2006 SH139 | 21 set 2006 | Anderson Mesa | LONEOS              | —         | MPC                           |
| 351882     | 2006 SQ139 | 21 set 2006 | Anderson Mesa | LONEOS              | —         | MPC                           |
| 351883     | 2006 SJ147 | 19 set 2006 | Kitt Peak     | Spacewatch          | —         | MPC                           |
| 351884     | 2006 ST151 | 19 set 2006 | Kitt Peak     | Spacewatch          | —         | MPC                           |
| 351885     | 2006 SA164 | 25 set 2006 | Kitt Peak     | Spacewatch          | —         | MPC                           |
| 351886     | 2006 SO189 | 26 set 2006 | Kitt Peak     | Spacewatch          | —         | MPC                           |
| 351887     | 2006 SO194 | 26 set 2006 | Mount Lemmon  | Mount Lemmon Survey | —         | MPC                           |
| 351888     | 2006 SQ202 | 25 set 2006 | Kitt Peak     | Spacewatch          | —         | MPC                           |
| 351889     | 2006 SA211 | 26 set 2006 | Mount Lemmon  | Mount Lemmon Survey | —         | MPC                           |
| 351890     | 2006 SU216 | 27 set 2006 | Kitt Peak     | Spacewatch          | —         | MPC                           |
| 351891     | 2006 SZ216 | 27 set 2006 | Kitt Peak     | Spacewatch          | —         | MPC                           |
| 351892     | 2006 SL220 | 17 set 2006 | Kitt Peak     | Spacewatch          | —         | MPC                           |
| 351893     | 2006 SZ223 | 25 set 2006 | Mount Lemmon  | Mount Lemmon Survey | Brangane  | MPC                           |
| 351894     | 2006 SU229 | 21 jul 2006 | Mount Lemmon  | Mount Lemmon Survey | —         | MPC                           |
| 351895     | 2006 SU230 | 26 set 2006 | Kitt Peak     | Spacewatch          | —         | MPC                           |
| 351896     | 2006 SN237 | 26 set 2006 | Kitt Peak     | Spacewatch          | —         | MPC                           |
| 351897     | 2006 SF241 | 26 set 2006 | Kitt Peak     | Spacewatch          | —         | MPC                           |
| 351898     | 2006 SE242 | 26 set 2006 | Kitt Peak     | Spacewatch          | —         | MPC                           |
| 351899     | 2006 SZ249 | 26 set 2006 | Kitt Peak     | Spacewatch          | —         | MPC                           |
| 351900     | 2006 SS252 | 26 set 2006 | Kitt Peak     | Spacewatch          | —         | MPC                           |

## 351901–352000
| Designação | Designação | Descoberta  | Descoberta           | Descobridor(es)     | Categoria | Mais informações / Referência |
| Permanente | Provisória | Data        | Local                | Descobridor(es)     | Categoria | Mais informações / Referência |
| ---------- | ---------- | ----------- | -------------------- | ------------------- | --------- | ----------------------------- |
| 351901     | 2006 SO261 | 26 set 2006 | Mount Lemmon         | Mount Lemmon Survey | —         | MPC                           |
| 351902     | 2006 SK262 | 26 set 2006 | Mount Lemmon         | Mount Lemmon Survey | —         | MPC                           |
| 351903     | 2006 SY291 | 24 set 2006 | Catalina             | CSS                 | —         | MPC                           |
| 351904     | 2006 SA292 | 25 set 2006 | Catalina             | CSS                 | —         | MPC                           |
| 351905     | 2006 ST310 | 27 set 2006 | Kitt Peak            | Spacewatch          | —         | MPC                           |
| 351906     | 2006 SD317 | 27 set 2006 | Kitt Peak            | Spacewatch          | —         | MPC                           |
| 351907     | 2006 SR324 | 27 set 2006 | Kitt Peak            | Spacewatch          | Maria     | MPC                           |
| 351908     | 2006 SA332 | 28 set 2006 | Mount Lemmon         | Mount Lemmon Survey | —         | MPC                           |
| 351909     | 2006 SL354 | 30 set 2006 | Catalina             | CSS                 | —         | MPC                           |
| 351910     | 2006 SP355 | 30 set 2006 | Mount Lemmon         | Mount Lemmon Survey | Brangane  | MPC                           |
| 351911     | 2006 SO356 | 30 set 2006 | Catalina             | CSS                 | —         | MPC                           |
| 351912     | 2006 SM357 | 30 set 2006 | Catalina             | CSS                 | —         | MPC                           |
| 351913     | 2006 SM358 | 30 set 2006 | Kitt Peak            | Spacewatch          | —         | MPC                           |
| 351914     | 2006 SH374 | 16 set 2006 | Apache Point         | A. C. Becker        | —         | MPC                           |
| 351915     | 2006 SX374 | 16 set 2006 | Apache Point         | A. C. Becker        | —         | MPC                           |
| 351916     | 2006 SB377 | 17 set 2006 | Apache Point         | A. C. Becker        | Brangane  | MPC                           |
| 351917     | 2006 SL382 | 28 set 2006 | Apache Point         | A. C. Becker        | —         | MPC                           |
| 351918     | 2006 SB386 | 29 set 2006 | Apache Point         | A. C. Becker        | —         | MPC                           |
| 351919     | 2006 SL386 | 29 set 2006 | Apache Point         | A. C. Becker        | —         | MPC                           |
| 351920     | 2006 SE387 | 30 set 2006 | Apache Point         | A. C. Becker        | —         | MPC                           |
| 351921     | 2006 SO388 | 30 set 2006 | Apache Point         | A. C. Becker        | —         | MPC                           |
| 351922     | 2006 SC389 | 30 set 2006 | Apache Point         | A. C. Becker        | —         | MPC                           |
| 351923     | 2006 SQ389 | 30 set 2006 | Apache Point         | A. C. Becker        | —         | MPC                           |
| 351924     | 2006 SK404 | 30 set 2006 | Mount Lemmon         | Mount Lemmon Survey | —         | MPC                           |
| 351925     | 2006 SO407 | 28 set 2006 | Mount Lemmon         | Mount Lemmon Survey | —         | MPC                           |
| 351926     | 2006 SH411 | 30 set 2006 | Mount Lemmon         | Mount Lemmon Survey | —         | MPC                           |
| 351927     | 2006 SO411 | 17 set 2006 | Catalina             | CSS                 | —         | MPC                           |
| 351928     | 2006 TN4   | 27 set 2006 | Catalina             | CSS                 | —         | MPC                           |
| 351929     | 2006 TH18  | 11 out 2006 | Kitt Peak            | Spacewatch          | —         | MPC                           |
| 351930     | 2006 TM24  | 12 out 2006 | Kitt Peak            | Spacewatch          | —         | MPC                           |
| 351931     | 2006 TR25  | 12 out 2006 | Kitt Peak            | Spacewatch          | Brangane  | MPC                           |
| 351932     | 2006 TF28  | 30 set 2006 | Mount Lemmon         | Mount Lemmon Survey | —         | MPC                           |
| 351933     | 2006 TV31  | 12 out 2006 | Kitt Peak            | Spacewatch          | —         | MPC                           |
| 351934     | 2006 TS33  | 12 out 2006 | Kitt Peak            | Spacewatch          | —         | MPC                           |
| 351935     | 2006 TD35  | 12 abr 2004 | Kitt Peak            | Spacewatch          | —         | MPC                           |
| 351936     | 2006 TQ35  | 12 out 2006 | Kitt Peak            | Spacewatch          | —         | MPC                           |
| 351937     | 2006 TO36  | 27 set 2006 | Mount Lemmon         | Mount Lemmon Survey | —         | MPC                           |
| 351938     | 2006 TA37  | 12 out 2006 | Kitt Peak            | Spacewatch          | Brangane  | MPC                           |
| 351939     | 2006 TW43  | 12 out 2006 | Kitt Peak            | Spacewatch          | —         | MPC                           |
| 351940     | 2006 TC44  | 12 out 2006 | Kitt Peak            | Spacewatch          | —         | MPC                           |
| 351941     | 2006 TN51  | 12 out 2006 | Kitt Peak            | Spacewatch          | —         | MPC                           |
| 351942     | 2006 TE58  | 13 out 2006 | Kitt Peak            | Spacewatch          | —         | MPC                           |
| 351943     | 2006 TB61  | 18 set 2006 | Kitt Peak            | Spacewatch          | —         | MPC                           |
| 351944     | 2006 TF72  | 11 out 2006 | Palomar              | NEAT                | —         | MPC                           |
| 351945     | 2006 TQ74  | 2 out 2006  | Catalina             | CSS                 | —         | MPC                           |
| 351946     | 2006 TO80  | 13 out 2006 | Kitt Peak            | Spacewatch          | —         | MPC                           |
| 351947     | 2006 TC81  | 13 out 2006 | Kitt Peak            | Spacewatch          | —         | MPC                           |
| 351948     | 2006 TW81  | 13 out 2006 | Kitt Peak            | Spacewatch          | —         | MPC                           |
| 351949     | 2006 TU84  | 13 out 2006 | Kitt Peak            | Spacewatch          | Brangane  | MPC                           |
| 351950     | 2006 TF85  | 13 out 2006 | Kitt Peak            | Spacewatch          | —         | MPC                           |
| 351951     | 2006 TQ85  | 2 out 2006  | Mount Lemmon         | Mount Lemmon Survey | —         | MPC                           |
| 351952     | 2006 TU85  | 4 out 2006  | Mount Lemmon         | Mount Lemmon Survey | —         | MPC                           |
| 351953     | 2006 TA88  | 13 out 2006 | Kitt Peak            | Spacewatch          | Brangane  | MPC                           |
| 351954     | 2006 TK88  | 13 out 2006 | Kitt Peak            | Spacewatch          | —         | MPC                           |
| 351955     | 2006 TC95  | 12 out 2006 | Kitt Peak            | Spacewatch          | —         | MPC                           |
| 351956     | 2006 TJ99  | 1 out 2006  | Kitt Peak            | Spacewatch          | —         | MPC                           |
| 351957     | 2006 TO102 | 28 set 2006 | Mount Lemmon         | Mount Lemmon Survey | Brangane  | MPC                           |
| 351958     | 2006 TB113 | 1 out 2006  | Apache Point         | A. C. Becker        | —         | MPC                           |
| 351959     | 2006 TH113 | 1 out 2006  | Apache Point         | A. C. Becker        | —         | MPC                           |
| 351960     | 2006 TZ114 | 1 out 2006  | Apache Point         | A. C. Becker        | —         | MPC                           |
| 351961     | 2006 TQ117 | 3 out 2006  | Apache Point         | A. C. Becker        | —         | MPC                           |
| 351962     | 2006 TV122 | 12 out 2006 | Kitt Peak            | Spacewatch          | —         | MPC                           |
| 351963     | 2006 TQ128 | 1 out 2006  | Kitt Peak            | Spacewatch          | —         | MPC                           |
| 351964     | 2006 TG129 | 12 out 2006 | Palomar              | NEAT                | —         | MPC                           |
| 351965     | 2006 UV2   | 16 out 2006 | Kitt Peak            | Spacewatch          | —         | MPC                           |
| 351966     | 2006 UC7   | 16 out 2006 | Catalina             | CSS                 | —         | MPC                           |
| 351967     | 2006 UK7   | 16 out 2006 | Catalina             | CSS                 | —         | MPC                           |
| 351968     | 2006 UA13  | 17 out 2006 | Mount Lemmon         | Mount Lemmon Survey | —         | MPC                           |
| 351969     | 2006 UR14  | 17 out 2006 | Mount Lemmon         | Mount Lemmon Survey | Brangane  | MPC                           |
| 351970     | 2006 UT19  | 16 out 2006 | Kitt Peak            | Spacewatch          | —         | MPC                           |
| 351971     | 2006 UD28  | 16 out 2006 | Kitt Peak            | Spacewatch          | —         | MPC                           |
| 351972     | 2006 UG30  | 16 out 2006 | Kitt Peak            | Spacewatch          | —         | MPC                           |
| 351973     | 2006 UD45  | 25 set 2006 | Mount Lemmon         | Mount Lemmon Survey | —         | MPC                           |
| 351974     | 2006 UH56  | 19 set 2006 | Catalina             | CSS                 | Brangane  | MPC                           |
| 351975     | 2006 UR59  | 29 ago 2006 | Catalina             | CSS                 | —         | MPC                           |
| 351976     | 2006 UP64  | 23 out 2006 | Vallemare di Borbona | V. S. Casulli       | —         | MPC                           |
| 351977     | 2006 UB70  | 17 out 1995 | Kitt Peak            | Spacewatch          | —         | MPC                           |
| 351978     | 2006 UZ83  | 17 out 2006 | Kitt Peak            | Spacewatch          | —         | MPC                           |
| 351979     | 2006 UC85  | 17 out 2006 | Mount Lemmon         | Mount Lemmon Survey | —         | MPC                           |
| 351980     | 2006 UG98  | 18 out 2006 | Kitt Peak            | Spacewatch          | —         | MPC                           |
| 351981     | 2006 UR98  | 18 out 2006 | Kitt Peak            | Spacewatch          | —         | MPC                           |
| 351982     | 2006 UR100 | 18 out 2006 | Kitt Peak            | Spacewatch          | —         | MPC                           |
| 351983     | 2006 US107 | 18 out 2006 | Kitt Peak            | Spacewatch          | —         | MPC                           |
| 351984     | 2006 UH125 | 19 out 2006 | Kitt Peak            | Spacewatch          | Brangane  | MPC                           |
| 351985     | 2006 UF131 | 2 out 2006  | Mount Lemmon         | Mount Lemmon Survey | —         | MPC                           |
| 351986     | 2006 UV134 | 19 out 2006 | Kitt Peak            | Spacewatch          | —         | MPC                           |
| 351987     | 2006 UK136 | 4 out 2006  | Mount Lemmon         | Mount Lemmon Survey | Brangane  | MPC                           |
| 351988     | 2006 UD156 | 21 out 2006 | Mount Lemmon         | Mount Lemmon Survey | —         | MPC                           |
| 351989     | 2006 UF179 | 16 out 2006 | Catalina             | CSS                 | Ursula    | MPC                           |
| 351990     | 2006 UJ179 | 16 out 2006 | Catalina             | CSS                 | —         | MPC                           |
| 351991     | 2006 UX183 | 28 set 2006 | Catalina             | CSS                 | —         | MPC                           |
| 351992     | 2006 UA188 | 19 out 2006 | Catalina             | CSS                 | —         | MPC                           |
| 351993     | 2006 UG188 | 19 out 2006 | Catalina             | CSS                 | —         | MPC                           |
| 351994     | 2006 US190 | 19 out 2006 | Catalina             | CSS                 | —         | MPC                           |
| 351995     | 2006 UZ191 | 19 out 2006 | Catalina             | CSS                 | Brangane  | MPC                           |
| 351996     | 2006 UK192 | 19 out 2006 | Catalina             | CSS                 | —         | MPC                           |
| 351997     | 2006 UA194 | 20 out 2006 | Kitt Peak            | Spacewatch          | —         | MPC                           |
| 351998     | 2006 UF203 | 22 out 2006 | Palomar              | NEAT                | —         | MPC                           |
| 351999     | 2006 UF208 | 23 out 2006 | Kitt Peak            | Spacewatch          | Brangane  | MPC                           |
| 352000     | 2006 UL210 | 23 out 2006 | Kitt Peak            | Spacewatch          | —         | MPC                           |